# Folklore (album)
Folklore (viết cách điệu: folklore) là album phòng thu thứ tám của nữ ca sĩ kiêm sáng tác nhạc người Mỹ Taylor Swift, được hãng đĩa Republic Records phát hành bất ngờ vào ngày 24 tháng 7 năm 2020. Sau khi đại dịch COVID-19 bùng phát vào đầu năm 2020, Swift hủy bỏ chuyến lưu diễn quảng bá cho album phòng thu thứ bảy Lover (2019). Cô miêu tả tác phẩm này là "một tập hợp những bản nhạc và câu chuyện tuôn trào như dòng ý thức" trỗi dậy từ trí tưởng tượng của bản thân, với sự giúp sức từ hai nhà sản xuất cộng sự Aaron Dessner và Jack Antonoff. Dessner và Antonoff lần lượt thực hiện các bản thu tại phòng thu âm ở Thung lũng Hudson và Thành phố New York, trong khi đó Swift thu âm phần giọng hát tại phòng thu tại gia ở Los Angeles.
Folklore đánh dấu sự chuyển biến rõ rệt so với những album mang hơi hướng pop trước đây của Swift khi đi theo dòng nhạc indie folk, electro-folk và alternative rock, thể hiện qua những bản ballad êm dịu được tạo nên từ âm thanh của các nhạc cụ tân cổ điển. Phần ca từ của tác phẩm đào sâu vào chủ đề về cảm giác hoài niệm, sự thoát ly, sự đồng điệu và chủ nghĩa lãng mạn, khám phá những câu chuyện hư cấu thông qua nhiều tuyến nhân vật và hồi truyện khác nhau – điều này trái ngược hoàn toàn với phong cách tự truyện quen thuộc trong các album trước đó của Swift. Tiêu đề album được lấy cảm hứng từ mong muốn của nữ ca sĩ trong việc tạo nên một sản phẩm âm nhạc mang tính di sản và có thể lưu truyền như những bài dân ca, trong khi đó phần nhìn của album đi theo phong cách cottagecore.
Sau khi phát hành, Folklore phá vỡ kỷ lục cho thành tích ngày ra mắt cao nhất trên Spotify đối với album của một nữ ca sĩ. Album đạt vị trí dẫn đầu trên các bảng xếp hạng ở Úc, Canada, Ireland, New Zealand, Na Uy, Thụy Sĩ và Vương quốc Anh. Đây cũng là album quán quân thứ bảy liên tiếp của Swift trên bảng xếp hạng Billboard 200, sau đó giữ vững vị trí dẫn đầu này trong tám tuần liên tiếp, trở thành album bán chạy nhất năm 2020 ở thị trường Hoa Kỳ. Ba bài hát "Cardigan", "The 1" và "Exile" hợp tác với Bon Iver đều lọt top 10 trên bảng xếp hạng âm nhạc chính thức của tám quốc gia, trong đó đĩa đơn đầu tiên "Cardigan" đã trở thành đĩa đơn quán quân thứ sáu của Swift trên bảng xếp hạng Billboard Hot 100 của Hoa Kỳ, giúp cô thiết lập kỷ lục nghệ sĩ đầu tiên trong lịch sử có hai sản phẩm dẫn đầu cả bảng xếp hạng album lẫn đĩa đơn của quốc gia này ngay trong tuần đầu phát hành.
Folklore nhận được sự tán dương rộng rãi từ các nhà phê bình âm nhạc, trong đó độ dày về mặt cảm xúc cùng phần lời đậm chất thơ và nhịp điệu thư thái là ba yếu tố được giới chuyên môn đánh giá cao nhất. Nhiều nhà phê bình nhận định tính mặc tưởng của đĩa hát rất phù hợp với thời điểm đại dịch và coi đây là sự tái sinh đầy táo bạo trong chất nghệ sĩ của Swift. Đối với một nghệ sĩ gắn bó với chủ trương phát hành nhiều album, các nhà bình luận nhận định thành công của Folklore với chiến dịch quảng bá ít ỏi đã tạo nên cuộc cách mạng lớn đối với Swift nói riêng và ngành công nghiệp âm nhạc nói chung. Folklore dẫn đầu danh sách những album xuất sắc nhất năm 2020 của nhiều tổ chức và ấn phẩm âm nhạc, đồng thời giành chiến thắng ở hạng mục Album của năm tại Giải Grammy lần thứ 63, đưa Swift trở thành nữ nghệ sĩ đầu tiên giành chiến thắng ở hạng mục này tới ba lần, theo sau giải thưởng cho hai album Fearless (2008) và 1989 (2014). Swift đã thảo luận về Folklore và trình diễn trực tiếp toàn bộ các bài hát của album trong bộ phim tài liệu Folklore: The Long Pond Studio Sessions – ra mắt vào ngày 25 tháng 11 năm 2020 trên nền tảng Disney+. Ngày 11 tháng 12 cùng năm, album chị em của Folklore – lấy tựa đề Evermore – được phát hành.

## Bối cảnh
Vào tháng 4 năm 2020, Taylor Swift dự kiến thực hiện chuyến lưu diễn thứ sáu mang tên Lover Fest để quảng bá cho album phòng thu thứ bảy Lover (2019), nhưng kế hoạch đã phải hủy bỏ do những ảnh hưởng của đại dịch COVID-19. Ngày 23 tháng 7 năm 2020, chín bức ảnh không có chú thích được đăng tải lên tài khoản Instagram của Swift, ghép lại thành hình ảnh nữ ca sĩ đang đứng một mình giữa một khu rừng. Sau đó, Swift đăng tải một bài đăng khác trên tất cả các trang mạng xã hội của mình để thông báo rằng album phòng thu thứ tám của cô sẽ được phát hành vào nửa đêm hôm đó. Cô viết: "Gần như mọi việc mà tôi đã lên kế hoạch trong mùa hè này đều không diễn ra, nhưng có một thứ tôi không hề dự định đã diễn ra. Và đó là album phòng thu thứ tám của tôi, Folklore". Swift cũng xác nhận hình ảnh bìa album và tiết lộ danh sách bài hát. The Wall Street Journal cho rằng thông báo bất ngờ này "khiến người hâm mộ và ngành công nghiệp âm nhạc mất cảnh giác". Trang Billboard nhận định thông tin này "làm lu mờ giới nhạc pop" và cứu rỗi người nghe khỏi cuộc sống bế tắc và tẻ nhạt trong thời gian phong tỏa. Folklore được phát hành 11 tháng sau khi Lover ra mắt – đây là khoảng cách ngắn nhất giữa hai album phòng thu của Swift. Trong một bài đăng khác, Swift thông báo rằng video ca nhạc cho "Cardigan" sẽ được ra mắt cùng thời điểm với album.
Trong buổi đếm ngược tới thời điểm ra mắt video ca nhạc của "Cardigan" trên YouTube, Swift tiết lộ rằng nội dung lời các bài hát từ Folklore ẩn chứa nhiều chi tiết trứng Phục sinh vốn là "đặc sản" của cô: "Một điều tôi chủ ý làm trong album này là đưa những chi tiết trứng Phục sinh vào phần lời bài hát, hơn là chỉ đưa vào trong video. Tôi đã tạo ra những hồi truyện về nhân vật và những chủ đề lặp lại để móc nối xem ai đang hát về ai... Ví dụ, có một bộ sưu tập ba bài hát mà tôi gọi là 'Tam giác tình yêu thuở thiếu thời'. Ba bài hát này khám phá một mối tình tay ba từ góc nhìn của cả ba người vào những thời điểm khác nhau trong cuộc đời họ". Nữ ca sĩ mô tả album là "bâng khuâng và đầy thoát tục. Buồn bã, đẹp đẽ, bi thương. Giống như một cuốn album được lấp đầy bởi những hình ảnh, cùng tất cả những câu chuyện đằng sau những hình ảnh đó". Cô cũng nhìn nhận "Cardigan" như một bài hát khai phá "mối tình đã đánh mất và lý do tại sao tình yêu thời trẻ thường in sâu mãi trong ký ức mỗi chúng ta," đồng thời tiết lộ rằng bản nhạc tự sáng tác "My Tears Ricochet" là bài hát đầu tiên cô viết cho dự án. Uproxx thuật lại, "vào tối thứ Năm, những chữ 'T' và 'S' vẽ tay sẽ xuất hiện liên tục trên dòng thời gian. Những người hâm mộ và nhà phê bình ở mọi thể loại đều liên tục khai thác những thông tin nóng hổi, trích dẫn lại những đoạn lời bài hát như cách những thiếu niên thời Myspace vẫn viết ở mặt sau sách giáo khoa hoặc tạo nên những dòng tin nhắn AIM hoàn mỹ, và tranh luận về vị trí của Folklore trong pháo đài bất khả xâm phạm của Taylor Swift".

## Ý tưởng
Cho tới đầu năm 2020, Taylor Swift không hề có ý định thực hiện một album phòng thu mới. Sau khi phải hủy bỏ chuyến lưu diễn Lover Fest vì đại dịch COVID-19, nữ ca sĩ tự cách ly bản thân. Trong khoảng thời gian này cô xem nhiều bộ phim, như Rear Window (1954), L.A. Confidential (1997), Mê cung thần nông (2006), Jane Eyre (2011), Câu chuyện hôn nhân (2019) và Michael Jordan: Mùa giải cuối cùng (2020), cũng như đọc nhiều sách hơn trước đây, đặc biệt là những cuốn sách "nói về quá khứ, về một thế giới không còn tồn tại nữa" như Rebecca (1938) của nữ nhà văn Daphne du Maurier. Những câu chuyện giả tưởng đã truyền cảm hứng cho Swift vượt ra ngoài phong cách sáng tác tự truyện quen thuộc để thử nghiệm thêm nhiều phương pháp tường thuật khác nhau. Trong thời điểm cách ly vì lệnh phong tỏa, cô thả trôi "vẩn vơ" trí tưởng tượng của mình trước khi tập hợp chúng lại thành một chuỗi những hình ảnh mà sau này sẽ trở thành Folklore.
Album bắt đầu bằng những hình tượng. Một loạt những hình ảnh hiện ra trong đầu và khơi gợi trí tò mò của tôi. Các ngôi sao được vẽ xung quanh những vết sẹo. Một chiếc cardigan sau 20 năm vẫn đọng lại mùi hương của sự mất mát. Những chiếc thiết giáp hạm chìm sâu dưới đáy biển, sâu, sâu, thật sâu. Chiếc xích đu trên cây trong khu rừng thời thơ ấu của tôi. Những lời vội vã "hãy cùng nhau bỏ trốn nào" nhưng chẳng bao giờ thành hiện thực. Nắng tháng 8 đầm đìa, vơi dần như một chai rượu. Một quả cầu disco phản chiếu, treo lơ lửng trên sàn nhảy. Một chai whisky đầy vẫy gọi. Những đôi bàn tay đeo bao tay. Một sợi dây mà, chẳng thể biết là sẽ tốt hơn hay xấu đi, đã ràng buộc bạn với số phận của chính mình. Chẳng bao lâu sau, những hình ảnh trong đầu tôi đã trở thành những khuôn mặt, hoặc những cái tên, và rồi trở thành những nhân vật. Tôi thấy mình không chỉ viết những câu chuyện của riêng mình, mà còn viết về hoặc viết từ góc nhìn của những người mà tôi chưa từng gặp, những người tôi đã biết, hoặc những người tôi ước mình chưa từng biết.— Swift nói về quá trình cô phát triển Folklore, Billboard

Một số hình tượng mà nữ ca sĩ phát triển bao gồm: "Một người đàn ông lưu vong đang bước đi trên những con dốc đứng của một vùng đất xa lạ, tự hỏi làm thế nào mà mọi chuyện lại trở nên sai lầm một cách tồi tệ tới vậy. Một kẻ ngược đãi xuất hiện trong tang lễ của đối tượng bị ông làm cho ám ảnh. Một cậu bé mười bảy tuổi đứng trên hiên nhà, học cách nói lời xin lỗi. Những thiếu niên yêu nhau say đắm đang lang thang vòng quanh công viên High Line. Dean, ông của tôi, đặt chân đến Guadalcanal vào năm 1942. Một góa phụ xấu tính đang vui sướng trả thù cái thị trấn đã xua đuổi cô". Swift "dồn tất cả những ý tưởng bất chợt, những giấc mơ, nỗi sợ và suy nghĩ" của mình vào các bài hát, và tìm đến những "người hùng âm nhạc" của cô để hợp tác. Cô dự định phát hành Folklore vào đầu năm 2021, nhưng album "cuối cùng lại được hoàn thành" sớm hơn dự kiến và được phát hành luôn vào tháng 7 năm 2020, và nữ ca sĩ thậm chí còn chẳng hề đắn đo suy nghĩ về điều đó. Swift tiếp cận quá trình sáng tạo album không theo bất kỳ quy tắc nào. Cô giải thích rằng mình "từng áp đặt một vài tham số lên [bản thân] như, "Bài hát này nghe sẽ thế nào ở một sân vận động? Bài hát này nghe sẽ thế nào trên đài phát thanh?" Nếu bạn loại bỏ tất cả những tham số trên, bạn sẽ có gì? Và tôi đoán câu trả lời chính là Folklore".

## Sáng tác và thu âm
Những sáng tác của Taylor Swift trong Folklore hướng theo chủ nghĩa thoát ly và chủ nghĩa lãng mạn. Để album có được những âm sắc mà cô mong muốn, Swift mời hai nhà sản xuất: cộng sự lâu năm Jack Antonoff – trước đây từng làm việc với nữ ca sĩ trong các album 1989 (2014), Reputation (2017) và Lover – và người cộng sự mới Aaron Dessner – guitar chính của ban nhạc indie rock Mỹ The National. Do những ảnh hưởng của đại dịch COVID-19, cả Swift, Antonoff và Dessner đều phải cách ly từ xa. Bộ ba đã từng bước tạo nên Folklore thông qua việc liên tục trao đổi qua lại những tập tin nhạc đệm và giọng hát. Album sau đó được thực hiện theo quá trình "do it yourself", được hòa âm và lập trình âm thanh bởi những nhân sự trải khắp Hoa Kỳ.
Swift trước đó đã gặp The National trong một tập của Saturday Night Live vào năm 2014; cô còn tham dự một buổi biểu diễn của nhóm vào năm 2019, tại đó nữ ca sĩ có trò chuyện với Dessner và người anh song sinh Bryce. Cô hỏi Dessner về kỹ thuật sáng tác nhạc của anh, vì đó là "điều mà tôi luôn thích hỏi những người mà tôi hâm mộ", và Dessner trả lời rằng vì các thành viên của The National sống ở nhiều địa điểm khác nhau trên thế giới nên anh sẽ thực hiện những bản thu nhạc không lời và gửi chúng cho Matt Berninger – ca sĩ hát chính – rồi Berninger sẽ viết tiếp phần lời nhạc; điều này giúp Swift khơi dậy ý tưởng sáng tạo âm nhạc trong thời gian cách ly.
Sau khi tất cả các phòng thu bị đóng cửa vì đại dịch, với sự giúp đỡ của kỹ thuật viên âm thanh Laura Sisk, Swift đã xây dựng một phòng thu tại căn hộ ở Los Angeles của cô, được đặt tên là phòng thu Kitty Committee. Antonoff, người hợp tác với Swift trong năm bài hát của album, làm việc từ Thành phố New York trong khi Sisk thu âm giọng hát của Swift từ Los Angeles. "My Tears Ricochet" là bài hát đầu tiên được sáng tác cho Folklore. Swift viết bản nhạc dựa trên mối quan hệ kết thúc đột ngột giữa nữ ca sĩ với Scott Borchetta, người sáng lập hãng đĩa cũ của cô. Antonoff so sánh quá trình sáng tác "Mirrorball" và "August" tương tự như với "Out of the Woods" (2016) trước đây, vì khi đó anh cũng gửi những bản nhạc cho Swift, rồi cô phản hồi lại với bản nhạc kèm theo phần lời viết hoàn chỉnh. Swift viết "Mirrorball" sau khi Lover Fest bị hủy bỏ, như một lời tri ân đến những người hâm mộ vốn tìm thấy niềm an ủi trong âm nhạc và những buổi biểu diễn của cô. Cô sáng tác "August" về một nữ nhân tình không có thật, còn "This Is Me Trying" thì dựa trên nhiều câu chuyện khác nhau, chẳng hạn như việc đối mặt với nghiện ngập, cũng như sức khỏe tâm lý của chính cô vào những năm 2016–2017 khi cô cảm thấy mình "hoàn toàn vô giá trị".
Vào cuối tháng 4, Swift liên lạc với Dessner để cùng nhau sáng tác một vài bài hát từ xa. Sau vài tháng, cả hai đã cộng tác với nhau trong 11 trên tổng số 16 bài hát của album. Ban đầu Dessner "nghĩ rằng sẽ mất một khoảng thời gian để ý tưởng bài hát xuất hiện" và "không có tí kỳ vọng nào khi cả hai phải hoàn thành công việc từ xa", và rồi anh đã rất ngạc nhiên khi chỉ "vài giờ sau khi chia sẻ phần nhạc, điện thoại của tôi sáng lên với bản ghi giọng hát của Taylor về một bài hát được viết hoàn chỉnh – nguồn động lực đó chưa bao giờ ngưng". Swift và Dessner "giữ liên lạc hàng ngày trong khoảng từ ba tới bốn tháng thông qua các cuộc gọi và tin nhắn". Anh gửi những thư mục gồm các bản nhạc đệm cho cô qua thư điện tử, và nữ ca sĩ sẽ sáng tác những phần còn lại – bao gồm giai điệu và lời bài hát, và Dessner thậm chí "không hề biết bài hát đó sẽ nói về cái gì, được đặt tên là gì, [hay cô ấy] sẽ đặt phần điệp khúc ở đâu". Bài hát đầu tiên Swift và Dessner viết là "Cardigan", dựa trên một trong những bản nháp của Dessner có tên "Maple", theo sau là "Seven" và "Peace". Sau khi nghe bản nhạc đệm của "Peace", trong Swift nhanh chóng xuất hiện cảm giác "thanh thản tức thì" đầy bình yên, nhưng cô nghĩ rằng sẽ "quá chuẩn đích" nếu nội dung bài hát lại cũng nói về việc tìm kiếm sự bình yên. Thay vào đó, cô bắt đầu viết về những "mâu thuẫn" phức tạp trong cảm xúc, đối nghịch lại với âm thanh êm dịu của bản nhạc, và chỉ mất một lần thu âm để hoàn thành bài hát.
Taylor đã mở ra cánh cửa giúp những nghệ sĩ không cảm thấy áp lực để tạo nên "bản hit". Để làm nên đĩa hát mà cô đã làm, lại vừa phải đi ngược với những gì được mặc định là nhạc pop ở đẳng cấp cao nhất trên sóng phát thanh – như thể cô ấy đã cho ra đời một bản thu phản pop.— Dessner nói về định hướng âm nhạc của Swift trong Folklore, Billboard

Sau vài tuần, khi Swift và Dessner viết xong "sáu hay bảy" bài hát, Swift bắt đầu giải thích cho anh về ý niệm của cô cho Folklore. Cô cũng kể cho Dessner về những bài hát cô đã thu âm trước đó với Antonoff và cho rằng những tác phẩm cô thực hiện với cả hai người cộng sự sẽ tạo nên một album hoàn chỉnh. Swift và Dessner cũng sáng tác "The Last Great American Dynasty", "Mad Woman" và "Epiphany", trong đó "The Last Great American Dynasty" có phần âm thanh guitar điện được lấy cảm hứng từ album In Rainbows (2007) của ban nhạc Radiohead. Phần lời bài hát được Swift viết trong lúc Dessner đang ra ngoài chạy bộ, khắc họa Rebekah Harkness, chủ cũ của căn hộ Holiday House mà Swift đã mua vào năm 2013. Dessner sáng tác phần giai điệu piano cho "Mad Woman" tương tự như với những gì anh đã thể hiện trong "Cardigan" và "Seven". Trong "Epiphany", Dessner giảm tốc độ và làm vọng ngược lại âm thanh của nhiều nhạc cụ khác nhau để tạo ra một bản "tổng hòa âm khổng lồ", đồng thời bổ sung thêm tiếng dương cầm nhằm gợi lên chất điện ảnh. Swift viết "Epiphany" dựa trên những trải nghiệm của người ông cựu chiến binh của mình cũng như các nhân viên y tế trong đại dịch.
Swift sáng tác hai bài hát "Exile" và "Betty" với người bạn trai lúc đó của cô là diễn viên người Anh Joe Alwyn. "Exile" được phát triển dưới dạng một bản song ca, và Dessner đã thu âm lại bản nháp mà Swift thể hiện cả phần giọng nam lẫn giọng nữ. Trong quá trình Swift và Dessner chọn ra những giọng hát phù hợp với phần song ca nam, Swift tỏ ra vô cùng thích thú khi nghe giọng của Justin Vernon, thành viên ban nhạc Bon Iver – Vernon cũng là người sáng lập nhóm nhạc indie rock Mỹ Big Red Machine với Dessner. Sau khi Dessner gửi bài hát cho Vernon, anh tỏ ra thích thú với bài hát này nên đã viết thêm lời nhạc cũng như thể hiện phần hát của mình. "Betty" là bài hát duy nhất trong album được sản xuất bởi cả Dessner và Antonoff; phần nhạc đệm của bài hát chịu ảnh hưởng từ hai album The Freewheelin' Bob Dylan (1963) và John Wesley Harding (1967) của Bob Dylan. Alwyn sử dụng nghệ danh William Bowery để đề tên ở phần sáng tác. Bowery ban đầu xuất hiện không rõ danh tính và được cho là một bút danh, mà giới truyền thông, các nhà bình luận và người hâm mộ cho rằng đó là Alwyn, bạn trai của Swift. Swift sau đó xác nhận rằng Bowery thực sự chính là bút danh của Alwyn, và anh đã viết phần điệp khúc của "Betty", cũng như sáng tác cả phần giai điệu piano lẫn đoạn mở đầu của "Exile". Hai bài hát cuối cùng được sáng tác cho album là "The 1" và "Hoax", lần lượt là bài hát đầu tiên và cuối cùng trong album. Swift viết cả hai bài hát chỉ trong vài giờ. Nói về việc cộng tác với nữ ca sĩ, Dessner nhận xét, "Có sự nhân văn, cảm xúc mộc mạc và ấm áp trong những bài hát này mà tôi hy vọng bạn sẽ thích và cảm thấy thoải mái về chúng giống như tôi."
Trong một cuộc phỏng vấn trên Rolling Stone vào tháng 11 năm 2020 với Paul McCartney, Swift nói rằng cô bắt đầu dùng những từ ngữ mà cô luôn muốn sử dụng trong phần lời nhạc của album mà không hề lo lắng rằng liệu chúng có phù hợp trên sóng phát thanh hay không. Cô đưa vào những từ ngữ "to tát hơn, hoa mỹ hơn, đẹp đẽ hơn" như "epiphany", "elegies" và "divorcée" chỉ vì chúng "nghe hay". Swift cho biết cô có một danh sách ghi lại những từ như vậy. Swift cũng tiết lộ rằng trước đây cô đã từng sử dụng một từ – "kaleidoscope" – trong bài hát "Welcome to New York" năm 2014. Trong một cuộc phỏng vấn với Entertainment Weekly vào tháng 12 năm 2020, Swift nói rằng cô viết lời bài hát, giai điệu, và sản xuất Folklore theo cách mà cô muốn, chứ không hề áp đặt vào tác phẩm sự kỳ vọng của người khác.
Tôi luôn nghĩ rằng, "Chà, bài hát đó sẽ chẳng bao giờ thành công trên đài phát thanh pop đâu", nhưng khi tôi thực hiện bản thu âm này, tôi lại nghĩ: "Bài nào cơ? Mọi thứ giờ đâu còn ý nghĩa gì nữa đâu. Nếu cả thế giới đang trong hỗn mang, thì tại sao tôi lại không được dùng cái từ ngữ chết tiệt mà tôi muốn đưa vào?"— Swift nói về cách lựa chọn từ ngữ của cô trong Folklore, Rolling Stone

Folklore được sáng tác và thu âm trong bí mật. Những người duy nhất biết đến việc album đang được thực hiện là Swift, bạn trai của cô, gia đình, đội ngũ quản lý, Antonoff và Dessner; Swift không tiết lộ thông tin hay phát trước album cho bạn bè nghe như cô vẫn thường hay làm trước đây. Gần cuối quá trình thu âm của Folklore, Dessner đã liên hệ với những cộng sự thường xuyên của mình – bao gồm cả các thành viên của The National – để thực hiện phần nhạc đệm từ xa. Anh trai của Dessner là Bryce đảm nhiệm vai trò phối khí dàn nhạc cho một số bài hát, trong khi tay trống của ban nhạc là Bryan Devendorf chơi trống trong "Seven". Dessner giữ bí mật về dự án của Swift với chính gia đình và cộng sự của anh cho đến khi có thông báo chính thức từ nữ ca sĩ. Trong khi quay video ca nhạc cho "Cardigan", Swift đã đeo tai nghe và nhép theo bài hát để tránh việc ca khúc bị rò rỉ. Theo Dessner, hãng Republic Records không hề biết đến sự tồn tại của album cho đến thời điểm "vài giờ" trước khi đĩa nhạc được phát hành.

## Nhạc và lời
Một câu chuyện sẽ trở thành dân gian khi mọi người bắt đầu truyền miệng và rỉ tai nhau khắp nơi. Đôi khi còn hát về chúng. Lằn ranh giữa ảo và thực mờ dần và ranh giới giữa sự thật và giả tưởng gần như rất khó để phân biệt. Những suy đoán, theo thời gian, dần trở thành sự thật. Thần thoại, truyện ma và ngụ ngôn. Truyện cổ tích và dụ ngôn. Chuyện phiếm và truyền thuyết. Bí mật của một ai đó sẽ được viết lên bầu trời để tất cả cùng chiêm ngưỡng. Trong giai đoạn giãn cách xã hội, trí tưởng tượng của tôi cứ luôn vẩn vơ và album này chính là thành quả, một tập hợp những bài hát và câu chuyện được tuôn trào như dòng ý thức. Cầm bút lên là cách tôi chạy trốn vào trí tưởng tượng, lịch sử và ký ức. Tôi kể những câu chuyện này bằng khả năng tốt nhất của mình, với tất cả tình yêu, sự diệu kỳ và vô thường chúng xứng đáng có được. Bây giờ quyết định lưu truyền chúng hay không là nằm ở bạn.— Taylor Swift nói về ý niệm của Folklore, Instagram

Phiên bản tiêu chuẩn của Folklore dài khoảng một giờ ba phút với 16 bài hát, trong khi bản cao cấp Deluxe Edition bổ sung thêm bài hát thứ 17 mang tên "The Lakes". Ban nhạc indie-folk Mỹ Bon Iver góp giọng trong "Exile", bài hát thứ tư trong album. Folklore do Taylor Swift, Aaron Dessner và Jack Antonoff đảm nhiệm vai trò sáng tác và sản xuất, bên cạnh sự tham gia hỗ trợ viết lời từ Joe Alwyn (dưới bút danh William Bowery) trong "Exile" và "Betty", và Justin Vernon – giọng ca chính của Bon Iver – trong "Exile". Đây là album đầu tiên trong sự nghiệp của Swift được dán nhãn Parental Advisory.

### Biên soạn
Hầu hết các nhà phê bình gọi Folklore là một đĩa nhạc alternative, indie folk và electro-folk, vốn khác biệt hoàn toàn với phong cách pop theo chủ nghĩa tối đa với những giai điệu đậm chất synth trong những album trước đó của Taylor Swift. Album cũng mang những yếu tố của indie rock, electronica, dream pop và nhạc đồng quê. Nhà báo Hannah Mylrea của NME mô tả thể loại của Folklore là indie folk và alternative rock, trong khi Gary Ryan của cùng tạp chí lại nhận định album này đi theo dòng nhạc indietronica và chamber pop. Chris Willman của Variety và Jillian Mapes của Pitchfork cũng cho rằng đĩa nhạc này thuộc thể loại chamber pop. Nhà phê bình Michael Sumsion của PopMatters mô tả album như một sự pha trộn của chamber pop và alt-folk. Một vài nhà phê bình bác bỏ phân loại nhạc indie và gọi tác phẩm là pop. Nhà báo âm nhạc Amanda Petrusich của The New Yorker gọi Folklore là một bản thu "phi thể loại" với thiên hướng về atmospheric pop hơn là folk. Không đồng ý với những ý kiến trên, nhà phê bình Jon Caramanica của The New York Times nhận định Folklore là một album nhạc atmospheric rock và không hề mang yếu tố pop. Spencer Kornhaber của The Atlantic nhìn nhận album "bơi qua những giai điệu dân gian và cổ điển phức tạp" và được gắn kết với nhau bằng âm thanh điện tử.
Không nhắm đến những bản pop thân thiện với đài phát thanh, Folklore hạn chế âm hưởng pop chủ đạo có trong nhiều tác phẩm trước đây của nữ ca sĩ. Album bao gồm những bản ballad êm dịu, đậm chất điện ảnh, nhịp độ chậm, với phần sản xuất đi theo hướng lo-fi, tối giản và giai điệu thanh nhã, đồng thời đưa vào đó dấu ấn hiện đại cho phương pháp sáng tác truyền thống. Âm nhạc của đĩa hát được thực hiện bởi các nhạc cụ tân cổ điển như tiếng đàn dương cầm nhẹ nhàng, lơ thơ và âm vang; tiếng guitar ủ rũ, lầm bầm và có độ gảy; những âm thanh điện tử đứt quãng; âm bộ gõ rộn ràng; lập trình trống và mellotron êm dịu; âm giao hưởng lướt gọn; cùng với âm đàn dây thanh nhã và tiếng kèn cor trầm tư. Album không lảng tránh hoàn toàn chất liệu synth cũng như những tiết tấu vốn là đặc trưng trong những bản pop của Swift, mà thay vào đó chúng được cấu trúc một cách tinh tế hơn, mang đến cho người nghe một không gian âm thanh electro-acoustic, từ đó làm tôn lên phần lời nhạc cũng như giọng hát của Swift. Trang Rolling Stone ghi nhận tông nhạc của album có sự tương đồng với "Safe & Sound", đĩa đơn năm 2012 của Swift cho album The Hunger Games: Songs from District 12 and Beyond. Trang The Ringer chỉ ra rằng Antonoff đưa vào trong bản thu âm phần âm thanh với âm synth làm gốc, trong khi Dessner đóng góp phần giai điệu piano; đồng thời móc nối Folklore tới hai bài hát "The Archer" và "It's Nice To Have a Friend" trong Lover, vì các album của Swift "thường có vài bài hát giao thoa với album trước hoặc kết nối với album tiếp theo".

### Chủ đề
Folklore là một album chủ đề với nội dung được khai phá từ những góc nhìn khác nhau và tách biệt hoàn toàn với cuộc sống của Taylor Swift, bao gồm các câu chuyện được kể theo ngôi thứ ba xuất phát từ quan điểm của những nhân vật đan xen trong các bài hát. Chủ đề của những sáng tác trong album bao gồm sự trầm uất, hoài niệm, sự thoát ly, chiêm nghiệm và sự đồng cảm. Mặc dù Swift tiếp cận hướng đi mới trong âm nhạc, album vẫn giữ lại những phong cách sáng tác đặc trưng của cô, như việc truyền tải nhiều xúc cảm và nhiệt huyết tuổi thiếu niên. So với nhiều album phòng thu trước, Folklore phản ánh sâu sắc sự tự nhận thức, tính nội tâm cũng như cách kể chuyện sống động cho thấy mức độ cao hơn trong việc giả tưởng hóa và ít tham vấn từ bản thân hơn, mà cực điểm là cách tiếp cận hướng ngoại. Phần lời bài hát vừa mang tính cá nhân vừa mang tính hư cấu, và đôi khi là sự pha trộn của cả hai. Phạm vi cảm xúc và trần thuật của Folklore được mở rộng thông qua việc khai triển từ những câu chuyện cá nhân của Swift cho đến các nhân vật tưởng tượng và nhân cách hóa.
Những nhân vật hư cấu được mô tả trong Folklore bao gồm một linh hồn tìm thấy kẻ đã sát hại mình trong đám tang của bản thân, một cô bé bảy tuổi có một người bạn bị tổn thương tâm lý, người góa phụ già bị cả thị trấn hắt hủi và đang phải cai rượu, và mối tình tay ba giữa ba nhân vật Betty, James và một cô gái giấu tên được mô tả trong ba bài hát "Cardigan", "Betty" và "August", trong đó mỗi bài hát được sáng tác từ góc nhìn của mỗi nhân vật ở những thời điểm khác nhau trong cuộc đời họ. Ann Powers của NPR định nghĩa Folklore là một "khối tổng thể được xây dựng bằng ký ức, một cảm nhận chung về thế giới, được dựng nên từ thần thoại và những câu chuyện truyền tai", dựa trên ý tưởng rằng "mỗi chúng ta đều có những câu chuyện dân gian của riêng mình", và album là những câu chuyện dân gian của riêng Swift. Nhiều bài hát trong album thể hiện chất điện ảnh trong phần lời nhạc, với nhiều chủ thể và hiện tượng tự nhiên được đề cập tới như nhật thực, Sao Thổ, cực quang, bầu trời màu hồng tím, không khí mặn, cỏ dại và hoa tử đằng.

### Bài hát

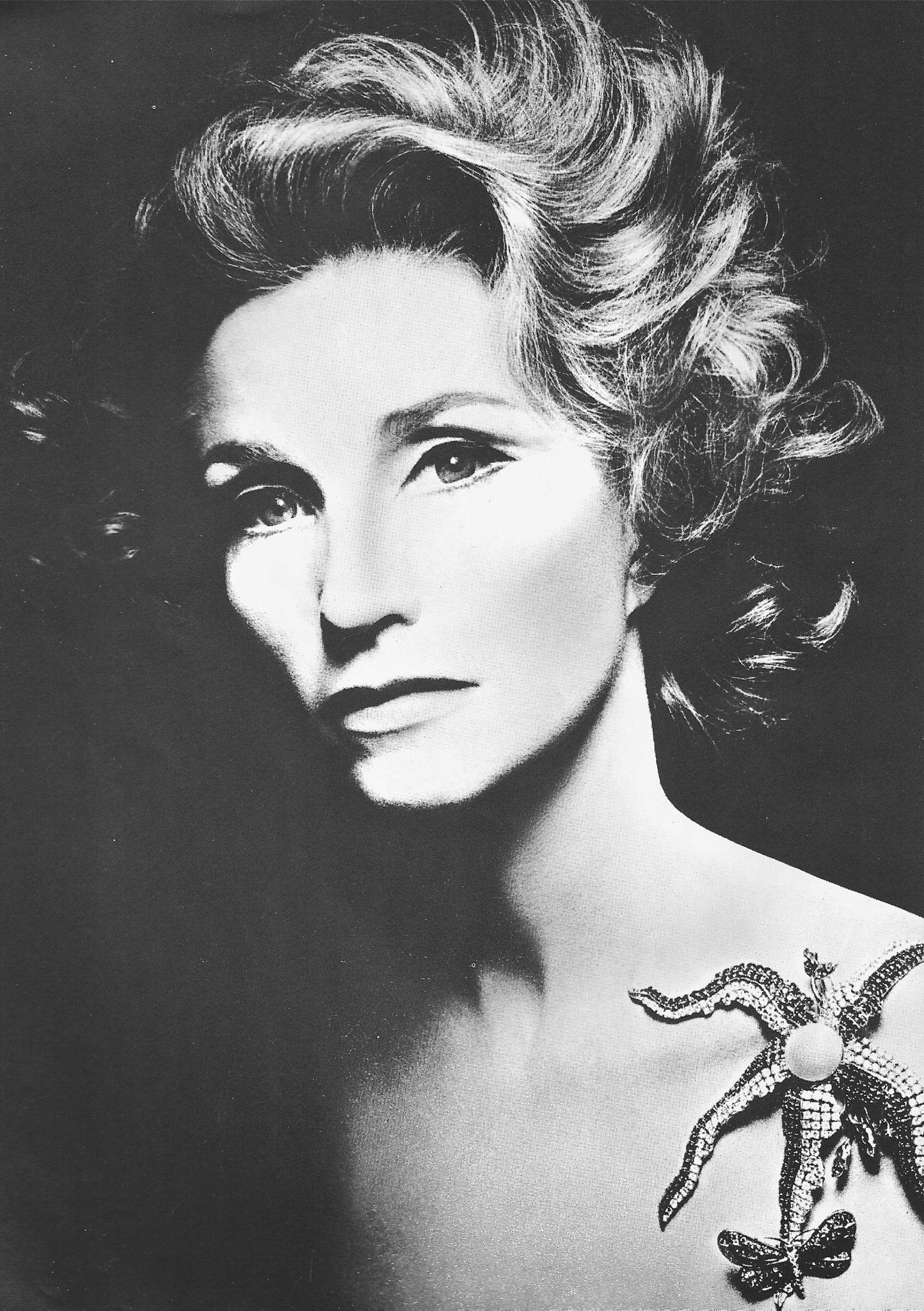
Rebekah Harkness là nàng thơ đằng sau bản nhạc thứ ba "The Last Great American Dynasty".

Bài hát mở đầu album – "The 1" – là một bản soft rock được sáng tạo nhờ sự kết hợp linh hoạt tiếng dương cầm, âm bộ gõ tinh giản và một vài âm thanh điện tử. Được sáng tác dưới góc nhìn từ một người bạn của Taylor Swift, "The 1" mô tả cách cả hai đón nhận cuộc sống và những mối tình trong quá khứ theo chiều hướng mới mẻ và tích cực, cùng với mong ước rằng họ có thể trở thành tri kỷ. "Cardigan" là một bản folk ballad với phần nhạc đệm mộc mạc và giàu cảm xúc được cấu thành từ tiếng trống và âm piano nhẹ nhàng. Trong bài hát, Swift hát dưới góc nhìn của một nhân vật hư cấu tên là Betty về sự xa cách cùng những lạc quan lâu dài về mối quan hệ với một chàng trai tên James. Cô đề cập đến Peter Pan và High Line trong bài hát, và sử dụng chiếc cardigan như một phép so sánh về sự bền bỉ của một mối quan hệ. "The Last Great American Dynasty" là một bản alternative indie pop với các nhạc cụ cổ điển như guitar với kỹ thuật trượt nốt, vĩ cầm trầm, vĩ cầm, trống và âm thanh sản xuất đứt quãng. Đây là một bài hát châm biếm về câu chuyện của Rebekah Harkness, nhà sáng lập của Harkness Ballet, khi cô sinh sống trong căn hộ Holiday House ở Rhode Island của Swift. Bài hát thuật lại chi tiết về việc Harkness kết hôn trong một gia đình thượng lưu, bị cả thị trấn ghét bỏ, và bị đổ lỗi cho cái chết của William Harkness – người chồng lúc bấy giờ và cũng là người thừa kế của Standard Oil – và sự sụp đổ của dòng họ Harkness, cũng như sự tương đồng giữa những chỉ trích gay gắt mà Harkness nhận được với những chỉ trích mà cô phải đối mặt xuyên suốt sự nghiệp.
"Exile" là một bản indie folk mang hơi hướng phúc âm được pha trộn giữa giọng hát ngọt ngào của Swift với giọng nam trung trầm khàn của Justin Vernon từ ban nhạc Bon Iver, nhằm thể hiện một buổi tâm sự khó nói và mang tính chất tranh luận giữa hai người yêu cũ. Bài hát bắt đầu bằng tiếng dương cầm nặng nề và tiến đến cao trào với âm thanh từ dàn hợp xướng, dàn dây và đàn synthesizer. Bản nhạc được so sánh với đĩa đơn "The Last Time" năm 2013 của Swift. Bài hát thứ tư, "My Tears Ricochet" là bản nhạc arena-goth lạnh lẽo được hát theo góc nhìn từ linh hồn của một người tình đã khuất phản ánh những căng thẳng sau khi kết thúc một mối quan hệ hôn nhân. Bài hát sử dụng hình tượng đám tang – một phép ẩn dụ cho Scott Borchetta và việc ông thâu tóm quyền sở hữu những tác phẩm trước đây của Swift. "My Tears Ricochet" là sự kết hợp của âm thanh hộp nhạc, phần bè hợp xướng, những khúc ab-lib vang dội ở đoạn chuyển tiếp cuối bài và phần cao trào với âm trống đầy rung chuyển. "Mirrorball" là một bài hát mang âm hưởng folk, jangle-pop và dream pop với âm thanh từ đàn guitar thép có bàn đạp, mà trong đó Swift vào vai một quả cầu Disco – một phép ẩn dụ cho việc Swift phải hy sinh sự tổn thương và nhạy cảm của mình để làm ra những bản nhạc giải trí cho người nghe.
Trong bài hát thứ bảy đầy hoài niệm mang tên "Seven", Swift sử dụng quãng âm cao với giọng điệu ngây thơ để hồi tưởng lại một người bạn bị lạm dụng từ thời thơ ấu của cô ở Pennsylvania, người này cô không thể nhớ rõ nhưng vẫn có những kỷ niệm khó phai mờ, với phần chuyển soạn được cộng hưởng bởi âm đàn dây và piano tuôn trào. "August" là một bản dream-pop ảm đạm kể câu chuyện ngoại tình giữa hai người – một cô gái ngây thơ đang giữ chặt một chàng trai vốn "không phải của cô để mà phải lo bị đánh mất"; chàng trai được tiết lộ là James, ở phần sau của album. Bài hát chứng kiến sự đau buồn và khao khát tình yêu của cô gái thông qua cách truyền tải nhẹ nhàng và êm ái cùng chất giọng biến chuyển liên hồi của Swift, và phần sản xuất hoành tráng với guitar acoustic, phần giọng hát được vọng lại, và những đoạn chuyển hợp âm. Bản nhạc thứ chín, "Invisible String", là một bản orchestral pop thơ thẩn đề cập đến trách nhiệm và sự hối hận của một kẻ nghiện rượu khi tự thừa nhận rằng bản thân chưa bao giờ cảm thấy đủ. Bản nhạc sử dụng giọng hát vang vọng, đầy "ma mị" của Swift và phần sản xuất nặng và mỗi lúc một dày hơn.
Với phần biên khúc mộc mạc với âm đàn dây gảy ngón và âm kèn nhẹ nhàng, "Illicit Affairs" bộc lộ sự phản bội của một kẻ không chung thủy, và những gì mà người này làm giữ mối quan hệ ngoại tình trong bí mật. "Invisible String" là một bản folk đem đến cái nhìn thoáng qua về tình yêu hiện tại của Swift với nam diễn viên người Anh Joe Alwyn, kể lại mối liên hệ "vô hình" giữa họ mà cả hai không hề hay biết cho đến khi gặp nhau qua việc sử dụng hình ảnh sợi tơ hồng định mệnh, vốn là một thần thoại dân gian châu Á. Bài hát được xây dựng bằng đoạn riff acoustic cùng nhịp nhạc mạnh rộn ràng cùng phong cách sáng tác riêng biệt sử dụng câu bị động để tạo ra lời kể chuyện, đồng thời có tham khảo các bản hit trước đây của Swift như "Bad Blood" (2015), "Delicate" (2017) và "Daylight" (2019). Với những nhận xét gay gắt và châm biếm về chủ nghĩa phân biệt giới tính, "Mad Woman" giải quyết điều cấm kỵ liên quan đến sự tức giận của phụ nữ, sự xuất hiện của bài hát giống như một khoảnh khắc bực bội nhỏ của Folklore. Ẩn dụ cuộc tranh chấp của Swift với Borchetta và Scooter Braun, bài hát mô tả một góa phụ tà đạo đang trả thù, với những đề cập đến các cuộc săn phù thủy gợi liên tưởng đến bài hát năm 2017 của Swift "I Did Something Bad".
"Epiphany" là một bản Thánh ca theo thể loại ambient mô tả sự tàn phá của đại dịch COVID-19 cũng như bày tỏ sự trân trọng đến công việc của các nhân viên y tế. Swift ví các bác sĩ và y tá như những người lính hải quân, đồng thời so sánh họ với người ông của cô, vốn là cựu chiến binh quân sự chiến đấu trong Trận chiến Guadalcanal (1942) trong Chiến tranh thế giới thứ hai; cô đồng cảm với nỗi đau của họ khi nhìn thấy cái chết và phải cam chịu với điều đó để tiếp tục phục vụ những người bị ảnh hưởng. Giọng hát của cô thể hiện sự tôn kính và như thiên thần trong "Epiphany", với tiếng dương cầm ảm đạm, bộ đồng và dàn nhạc buồn thảm. Bài hát thứ 14, "Betty", là một bản đồng quê và folk rock được đan xen với tiếng harmonica. Bài hát thuật lại câu chuyện về mối quan hệ trong "Cardigan", nhưng dưới góc nhìn của người bạn trai lừa dối James sau khi đã trải qua mối tình mùa hè với nhân vật nữ trong "August". James xin lỗi về những sai lầm trong quá khứ của mình đồng thời cũng tìm nhiều lý do để bào chữa cho hành động đó. Những nhân vật trong chuỗi câu chuyện – Betty, James, và Inez – được đặt theo tên ba con gái của Ryan Reynolds và Blake Lively. Tiếp đó, bản nhạc mang hơi thở R&B "Peace" làm nổi bật chất giọng giàu cảm xúc và đậm chất jazz của Swift qua việc sử dụng chuỗi giai điệu giọng hát phức tạp cùng với âm synth tối giản và tiếng piano nhỏ giọt. Về lời nhạc, "Peace" như một bài thơ ode mà Swift dành để gửi tới người mình yêu, qua đó mổ xẻ những ảnh hưởng của việc trở thành ngôi sao nổi tiếng tới mối quan hệ cá nhân của cô, đồng thời cảnh báo người yêu mình về những thách thức trong tương lai.

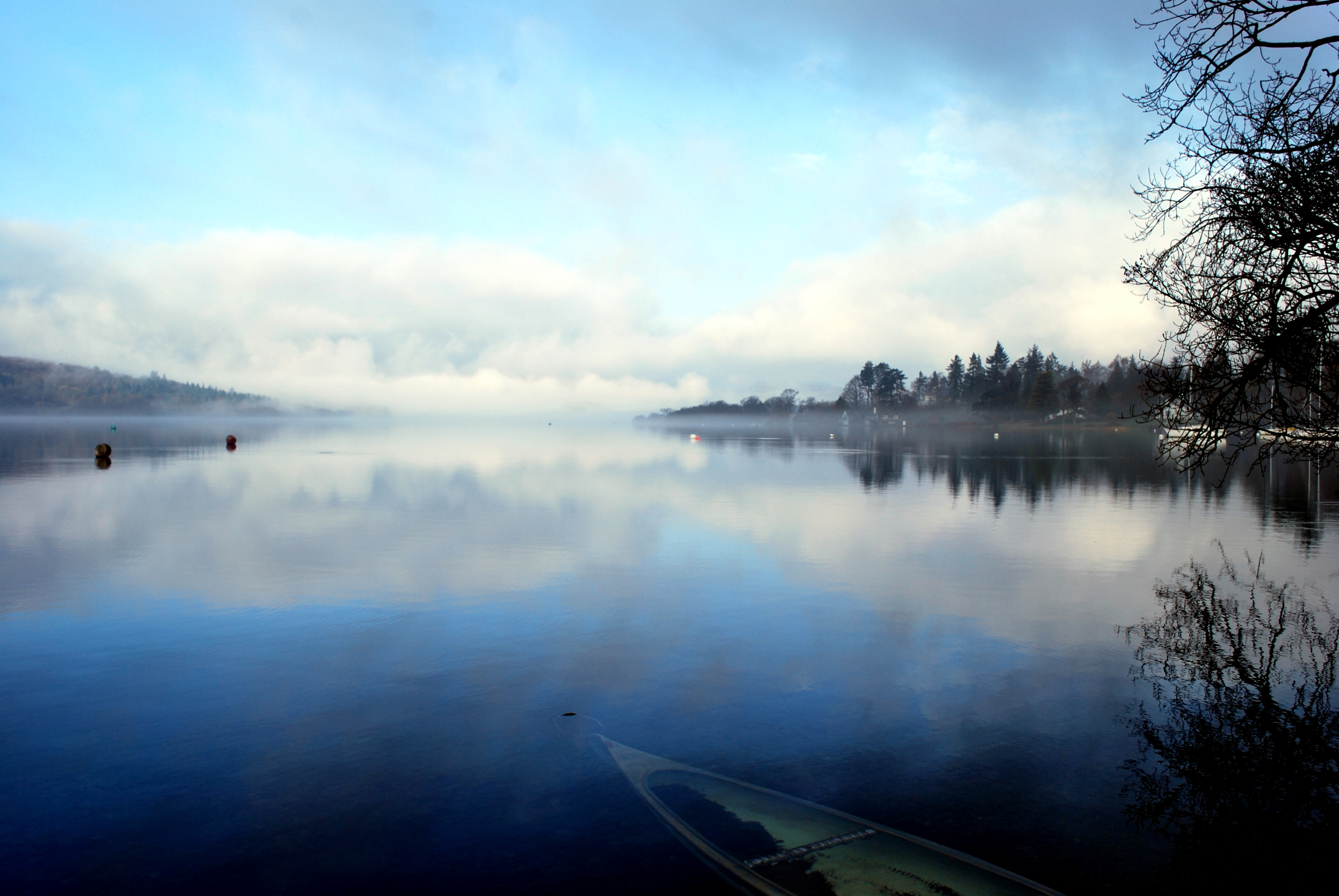
Trong bài hát thứ 17 của album – "The Lakes" – Swift hát về kỳ nghỉ của cô với người yêu ở Windermere, hồ nước lớn nhất ở Anh.

Kết thúc phiên bản tiêu chuẩn của Folklore bằng một nốt trầm buồn bã là "Hoax", một bản piano ballad chậm rãi với ca từ mộc mạc đầy cảm xúc kể về một mối quan hệ rạn nứt nhưng bền vững. Bài hát đi kèm trong phiên bản Deluxe Edition của Folklore, "The Lakes", là một bản midtempo mà Swift suy nghĩ về việc bán nghỉ hưu tại Windermere, hồ nước lớn nhất ở Anh, tọa lạc tại Lake District; địa điểm này cũng được nhắc tới trong "Invisible String". Với tưởng tượng về một bông hồng đỏ mọc ra từ đài nguyên "mà không có ai xung quanh để tweet về nó", Swift đã tạo ra một địa đàng nơi không có mạng xã hội. Lời bài hát cũng đề cập tới William Wordsworth, một nhà thơ từ thế kỷ 19 nổi tiếng với các tác phẩm lãng mạn.

## Chỉ đạo nghệ thuật
Ngay từ đầu, Taylor đã có ý tưởng rõ ràng về những gì cô ấy muốn cho phần hình ảnh của album. Chúng tôi xem xét những tác phẩm siêu thực, hình tượng vốn đối chọi với hiện thực con người trong tự nhiên. Chúng tôi còn xem xét các kỹ thuật ảnh xưa như autochrome, ambrotype và truyện ảnh từ những năm 1940.— Beth Garrabrant, i-D

Phần hình ảnh album, thiết kế bìa đĩa và video lời bài hát của Folklore được sáng tạo dưới hình thức "do it yourself". Do những lo ngại về đại dịch COVID-19, Taylor Swift đã hợp tác với nhiếp ảnh gia Beth Garrabrant để thực hiện phần ảnh bìa mà không có sự tham gia của đội ngũ kỹ thuật. Buổi chụp hình khác biệt hoàn toàn so với những buổi chụp trước đây của Swift – vốn thường sẽ có "100 người trên phim trường". Swift tự chuẩn bị mọi thứ cho bản thân trong buổi chụp, bao gồm cả làm tóc, trang điểm và quần áo, và đưa cho Garrabrant một bảng moodboard trước khi chụp. Theo lời của Swift, buổi chụp hình chỉ có cô và Garrabrant lang thang giữa cánh đồng. Các bức ảnh chụp được chuyển về bộ lọc màu theo thang xám và đen trắng.

### Bìa album
Bìa album bản tiêu chuẩn phác họa ý tưởng của Taylor Swift về hình tượng một cô gái mộng du trong chiếc váy ngủ vào thế kỷ 19. Trong ảnh bìa, Swift đứng một mình trong khu rừng mờ ảo dưới màn sương sớm, mặc một chiếc áo khoác kẻ sọc dài hai hàng khuy bên ngoài chiếc váy xòe trắng, nhìn lên những tán cây cao trong rừng. Ở bìa sau, cô đứng quay lưng lại với máy ảnh, mặc một chiếc áo khoác denim có đường viền bằng vải nỉ rũ xuống ôm lấy cánh tay, và một chiếc váy ren trắng, với hai búi tóc được tết lỏng lẻo và thấp về phía gáy – hình ảnh này có nhiều điểm tương đồng với búp bê Kirsten Larson của American Girl. Tiêu đề album được viết bằng phông chữ in nghiêng gợi liên tưởng đến "nét bút nguệch ngoạc trong Biên niên sử Narnia".

Biểu trưng của Folklore

Trong một cuộc phỏng vấn ngày 14 tháng 12 năm 2020, Jimmy Kimmel hỏi Swift về sự hiện diện của từ "woodvale" trên ảnh bìa phiên bản "Hide-and-Seek" của Folklore, làm dấy lên nghi ngờ về tiêu đề một album mới sau Evermore; Swift phủ nhận nghi vấn và tuyên bố rằng cô không hề tiết lộ tiêu đề của Folklore cho bất kỳ ai cho đến trước khi phát hành, thay vào đó cô sử dụng "woodvale" như một mật danh và đặt vào bức ảnh vì sở thích, nhưng vô tình từ này lại được in trong bản in cuối cùng.

### Thẩm mỹ và thời trang
Phản ánh chủ đề lời bài hát về chủ nghĩa thoát ly, Folklore cho thấy Taylor Swift đang theo đuổi trường phái thẩm mỹ mộc mạc, thiên về tự nhiên và cottagecore cho dự án, khác xa với phong cách "lễ hội màu sắc" của album Lover (2019) trước đó. Video ca nhạc cho "Cardigan" mở rộng hơn ý niệm về phong cách cottagecore, bắt đầu với cảnh Swift mặc chiếc váy ngủ ngồi bên cây đàn piano cổ điển trong một ngôi nhà nhỏ ấm cúng trong rừng. Video có sự xuất hiện của hình ảnh khu rừng phủ rêu và cây đàn piano tạo ra thác nước. Swift cũng bày bán trên trang web của cô chiếc "áo cardigan Folklore" mà cô mặc trong video – một chiếc áo len đan đường vân màu kem, với các ngôi sao thêu bạc trên khuỷu tay áo, đường ống và nút khuy màu xanh nước biển.
W Magazine coi chiếc áo cardigan là "pièce de résistance" trong tính thẩm mỹ của Folklore, và nhận xét tám bức ảnh bìa của album đã cho thấy Swift "vui đùa trong rừng như một nữ hoàng cottagecore". Irish Independent thì ví Swift như một "nghệ sĩ dân ca đang chơi đùa với chim chóc và cỏ cây" khi cô diện chiếc áo len Aran cồng kềnh theo "phong cách Clancy Brothers". RTÉ cảm ơn Swift vì đã đưa cardigan "trở lại bản đồ" thời trang. Nhận thấy rằng các kỷ nguyên album của Swift luôn được xác định bởi màu sắc, thời trang và chất văn hóa riêng, trong Teen Vogue mô tả Folklore với phần trang phục đơn giản, tông màu trung tính, và chiếc áo cardigan là vật giúp khán giả hiểu được cảm xúc của việc lựa chọn trang phục. Trào lưu cottagecore bắt đầu trỗi dậy trở lại trên Internet sau khi Swift sử dụng phong cách thẩm mỹ này, trong đó doanh số bán áo len đan tay Aran có bước nhảy vọt ở Ireland và Hoa Kỳ.
So sánh tác phẩm với những đĩa hát trước đây của nữ ca sĩ, The Guardian mô tả 1989 (2014) là bóng bẩy và uyển chuyển, Reputation (2017) là huyền bí và nguy hiểm, Lover là vui tươi, phủ đầy màu phấn, trong khi Folklore là câu chuyện đơn sắc của một nhạc sĩ trở về với cội nguồn bình dị. Refinery29 gọi phần thẩm mỹ là sự trở lại của Swift với "bản ngã chân thật nhất" của cô, đồng thời so sánh diện mạo mới của nữ ca sĩ với một "Bông hồng Anh cổ điển". Vogue nhận thấy việc Swift lựa chọn bảng màu mục vụ gợi nhớ tới video ca nhạc cho đĩa đơn "Safe & Sound" ra mắt năm 2012 của cô. Beats Per Minute cho rằng phong cách thẩm mỹ của album làm dậy lại hình ảnh từ những tác phẩm của các họa sĩ Grant Wood, Andrew Wyeth và Lionel Walden, đặc biệt là American Gothic của Wood. Vulture định nghĩa Folklore là "một bộ phim lịch sử kinh dị độc lập đen trắng kỳ lạ" thể hiện lòng tri ân đến nhiều bộ phim kinh điển, đặc biệt là những phim kinh dị của hãng A24, với những bài hát đậm chất điện ảnh. Tính thẩm mỹ của album cũng được so sánh với phần nhìn của một số bộ phim như Ivan's Childhood (1962), Picnic at Hanging Rock (1975), The Blair Witch Project (1999), Mê cung Thần Nông (2006), Sách ma (2014), The Witch (2015), Những kẻ khát tình (2017), Woodshock (2017), The Lighthouse (2019), Midsommar (2019) và Những người phụ nữ bé nhỏ (2019).

## Phát hành và quảng bá
Folklore đánh dấu lần đầu tiên Taylor Swift đi ngược với chiến lược quảng bá album kéo dài của cô trước đây, thay vào đó nữ ca sĩ chọn phát hành album bất ngờ theo trực giác của bản thân. Cô chia sẻ "nếu bạn làm một điều gì đó bạn thích, bạn chỉ muốn công khai điều đó ngay". Swift lần đầu công bố album trên các tài khoản mạng xã hội của cô chỉ 16 giờ trước khi phát hành. Bản thu âm được phát hành trên tất cả các nền tảng nhạc số vào nửa đêm ngày 24 tháng 7 năm 2020; Tám phiên bản đĩa CD bản Deluxe Edition giới hạn và đĩa than với tám ảnh bìa album khác nhau chỉ được bày bán trong tuần đầu tiên trên trang web của Swift. Phiên bản đĩa CD tiêu chuẩn (được đặt tên là "In the Trees", viết cách điệu bằng chữ in thường) của Folklore được phát hành đến các nhà bán lẻ vào ngày 7 tháng 8 năm 2020, trong khi bản CD "Meet Me Behind the Mall" Edition được phân phối độc quyền tại Target. Phiên bản Deluxe Edition của Folklore, với bản nhạc kèm theo "The Lakes", được phát hành đến các nền tảng nhạc số và phát trực tuyến vào ngày 18 tháng 8 năm 2020.
Bắt đầu từ ngày 20 tháng 8 năm 2020, một số lượng hạn chế đĩa CD Folklore có chữ ký đã được chuyển đến các cửa hàng băng đĩa độc lập khác nhau trên khắp Hoa Kỳ và Scotland để hỗ trợ những doanh nghiệp nhỏ trong thời kỳ đại dịch. Swift còn gửi những chiếc áo cardigan Folklore của cô đến những người bạn nổi tiếng và nhà hảo tâm. Cô phát hành bốn tuyển tập sáu bài hát trích từ Folklore trên các nền tảng phát nhạc trực tuyến, giải thích rằng "những bài hát trong Folklore phù hợp với các nhóm và các 'chương truyện' khác nhau, dựa trên cách chúng ăn khớp với nhau theo chủ đề". Folklore: The Escapism Chapter, Folklore: The Sleepless Nights Chapter, Folklore: The Saltbox House Chapter và Folklore: The Yeah I Showed Up at Your Party Chapter (tất cả đều được cách điệu in thường) lần lượt được phát hành vào các ngày 21 tháng 8, 24 tháng 8, 27 tháng 8 và 21 tháng 9 năm 2020. Album phòng thu thứ chín của Swift, Evermore, là phần tiếp theo của Folklore và được phát hành sau Folklore chỉ 5 tháng. Nữ ca sĩ gọi chúng là những "album chị em".

### Đĩa đơn
"Cardigan" được lựa chọn phát hành làm đĩa đơn đầu tiên của Folklore kèm với một video âm nhạc do cô tự đạo diễn và Jil Hardin đóng vai trò nhà sản xuất – được đăng tải trên kênh YouTube của Taylor Swift. Cả đĩa đơn lẫn vidoe âm nhạc đều được phát hành vào ngày 24 tháng 7 năm 2020, cùng lúc với album. Bài hát được gửi đến các đài phát thanh pop và adult pop của Hoa Kỳ vào ngày 27 tháng 7. "Cardigan" ra mắt ở vị trí thứ nhất trên bảng xếp hạng Billboard Hot 100, trở thành bài hát quán quân thứ sáu trong sự nghiệp của Swift cũng như là đĩa đơn thứ hai của nữ ca sĩ đạt vị trí quán quân trong tuần đầu ra mắt. Trang Billboard ghi nhận kế hoạch phát thanh độc đáo được sử dụng cho Folklore, trong đó một số bài hát được quảng bá đồng thời trên nhiều định dạng phát thanh. Trong khi "Cardigan" tác động đến đài phát thanh pop và adult contemporary, "Exile" được gửi đến đài phát thanh adult alternative vào ngày 3 tháng 8 năm 2020, vốn đạt vị trí thứ sáu trước đó trên Hot 100, trong khi "Betty" được quảng bá đến các đài phát thanh nhạc đồng quê vào ngày 17 tháng 8 năm 2020, sau khi đạt vị trí thứ sáu trên bảng xếp hạng Hot Country Songs. "The 1" tiếp cận đến đài phát thanh hit đương đại ở Đức vào ngày 9 tháng 10 năm 2020; "The 1" đạt vị trí thứ tư trên Hot 100. Vào ngày 24 tháng 7 năm 2021, nhân kỷ niệm năm đầu phát hành Folklore, bản thu âm gốc của "The Lakes" được phát hành dưới dạng đĩa đơn quảng bá.

### Phim và album trực tiếp
Bộ phim tài liệu hòa nhạc mang tựa đề Folklore: The Long Pond Studio Sessions do Taylor Swift tự tay đạo diễn và sản xuất được phát hành vào ngày 25 tháng 11 năm 2020 trên nền tảng phim trực tuyến Disney+. Xuyên suốt tác phẩm, Swift thể hiện trực tiếp tất cả 17 bài hát của Folklore trong một không gian thân mật tại Long Pong Studio, New York, đồng thời chia sẻ câu chuyện đằng sau mỗi bản nhạc với Antonoff và Dessner. Bên cạnh việc ra mắt phim, album trực tiếp thứ ba của Swift, Folklore: The Long Pond Studio Sessions (From the Disney+ Special) – tổng hợp các bản nhạc acoustic thu trực tiếp từ bộ phim – cũng được phát hành cùng ngày trên các nền tảng âm nhạc trực tuyến.

## Đánh giá chuyên môn
| Đánh giá chuyên môn       | Đánh giá chuyên môn |
| Điểm trung bình           | Điểm trung bình     |
| Nguồn                     | Đánh giá            |
| ------------------------- | ------------------- |
| AnyDecentMusic?           | 8.5/10              |
| Metacritic                | 88/100              |
| Nguồn đánh giá            |                     |
| Nguồn                     | Đánh giá            |
| AllMusic                  | [ 136 ]             |
| Chicago Tribune           | [ 137 ]             |
| The Daily Telegraph       | [ 57 ]              |
| Entertainment Weekly      | A                   |
| The Guardian              | [ 44 ]              |
| The Independent           | [ 138 ]             |
| NME                       | [ 46 ]              |
| Pitchfork                 | 8.0/10              |
| Rolling Stone             | [ 55 ]              |
| The Sydney Morning Herald | [ 45 ]              |

Folklore nhận được sự hoan nghênh rộng rãi từ các nhà phê bình âm nhạc, đặc biệt cho sức nặng cảm xúc và phong cách sáng tác đậm tính nội tâm. Nhiều cây bút coi đây là tác phẩm êm dịu và tinh tế nhất từ trước đến nay của Taylor Swift. Trên trang Metacritic, nơi ấn định điểm chuẩn hóa 100 dựa trên xếp hạng từ các ấn phẩm âm nhạc, album nhận được điểm trung bình là 88 căn cứ vào 27 bài đánh giá, thể hiện mức độ "hoan nghênh tuyệt đối". Folklore được nhiều người đánh giá là album xuất sắc nhất trong sự nghiệp của Swift.
Rob Sheffield của Rolling Stone tán dương khả năng sáng tác của Swift khi thể hiện được "sự dí dỏm, lòng trắc ẩn và sự đồng cảm sâu sắc nhất" của nữ ca sĩ, khiến Folklore trở thành album thân mật nhất của cô. Ngoài việc chú ý đến cách kể chuyện sinh động, giàu tưởng tượng và hình ảnh, Jillian Mapes của Pitchfork coi album là một bước trưởng thành trong nghệ thuật của Swift, trong khi vẫn giữ vững được giá trị cốt lõi của một nhạc sĩ nổi tiếng. Mark Savage của BBC phân loại Folklore là một đĩa nhạc indie chứa đầy hoài niệm cùnng những lỗi lầm cộng hưởng theo thời gian. Katie Moulton từ Consequence of Sound ghi nhận sự trưởng thành của Swift trong album, đặc biệt là việc sử dụng góc nhìn của người thứ ba vốn không phổ biến trong các tác phẩm trước đây của nữ ca sĩ. Những cây bút khác cũng có ấn tượng với phần lời nhạc của album bao gồm Neil McCormick của The Daily Telegraph, Sarah Carson của i và Giselle Au-Nhien Nguyen của The Sydney Morning Herald; cả ba đều chấm mức điểm đánh giá tối đa cho tác phẩm. Nhận định Folklore là một nỗ lực táo bạo, Hannah Mylrea của NME ca ngợi khả năng khơi gợi hình ảnh sống động trong những sáng tác của Swift, nhưng đồng thời cũng chỉ ra một vài điểm lộn xộn trong tổng thể 16 bài hát; cô ngoài ra cũng vinh danh Folklore trong số những bản thu âm mùa thu hay nhất mọi thời đại.
Một số nhà phê bình hoan nghênh hướng đi âm nhạc mới của Swift. Theo lời của Chris Willman từ Variety, album như một lời nhắc nhở rằng Swift nằm trong số ít những ngôi sao nhạc pop sẵn sàng thử nghiệm nhiều phong cách âm nhạc khác nhau. Laura Snapes của The Guardian khen ngợi album là tác phẩm vừa có sự gắn kết nhất vừa mang tính thể nghiệm nhất trong số những đĩa hát của Swift. Maura Johnston của Entertainment Weekly coi album là một bước đi táo bạo đối với một ngôi sao nhạc pop như Swift trong việc thách thức khán giả của mình. Roisin O'Connor của The Independent ca ngợi "chất thơ và âm dương cầm tinh tế" của album, vốn không giống với bất kỳ album nào trước đây của nữ ca sĩ. Stephen Thomas Erlewine của AllMusic nhìn nhận tích cực về album nhưng cảm thấy phong cách âm nhạc không phải là một "mánh lới mới" của Swift. Cùng chia sẻ quan điểm trên, Annie Zaleski của The A.V. Club cho rằng album không hoàn toàn mang tính thử nghiệm, nhưng vẫn thể hiện một khía cạnh mới trong chất nghệ sĩ của Swift. Trong chuyên mục "Định hướng người tiêu dùng" xuất bản trên Substack của mình, Robert Christgau ấn tượng và xúc động nhất với những bản nhạc mang chủ đề tuổi trẻ như "Seven" và "Betty" hơn là những bài hát trưởng thành. Ông cũng chỉ ra "The Last Great American Dynasty" là bài hát duy nhất mà ông không chịu nổi vì bản nhạc khiến ông nhớ tới "Taylor Swift, kẻ tài phiệt của giới giải trí". Trong một bài đánh giá trái chiều, nhà phê bình Jon Caramanica của The New York Times khen ngợi khả năng sáng tác của Swift nhưng cảm thấy album bị đè nặng bởi chất indie rock "sầu não" và "sáng tác quá tay".

### Đánh giá cuối năm
Nhiều ấn phẩm đã liệt kê Folklore trong danh sách những album hay nhất năm 2020, trong đó, album được xếp hạng nhất trong các danh sách cuối năm của Los Angeles Times, Rolling Stone, Insider, NJ.com, South China Morning Post, Uproxx, USA Today, Us Weekly, Variety, and Walla Walla Union-Bulletin. Folklore xếp thứ ba trong số những album được nhắc đến nhiều nhất trong danh sách cuối năm 2020 của Metacritic.. Các bài hát "The 1", "Cardigan", "The Last Great American Dynasty", "Exile", "Mirrorball", "Seven", "August", "This Is Me Trying", "Invisible String" và "Betty" cũng được xướng tên trong số những bài hát hay nhất năm 2020.
| Nhà phê bình/Ấn phẩm | Danh sách                      | Thứ hạng | Nguồn   |
| -------------------- | ------------------------------ | -------- | ------- |
| BBC                  | Album hay nhất năm 2020        | 3        | [ 165 ] |
| Billboard            | Top 50 album hay nhất năm 2020 | 1        | [ 8 ]   |
| Entertainment Weekly | 15 album hay nhất năm 2020     | 5        | [ 166 ] |
| The Guardian         | 50 album hay nhất năm 2020     | 9        | [ 65 ]  |
| The Independent      | 40 album hay nhất năm 2020     | 10       | [ 167 ] |
| Los Angeles Times    | 10 album hay nhất năm 2020     | 1        | [ 145 ] |
| NME                  | 50 album hay nhất năm 2020     | 2        | [ 168 ] |
| Pitchfork            | 50 album hay nhất năm 2020     | 29       | [ 66 ]  |
| Rolling Stone        | 50 album hay nhất năm 2020     | 1        | [ 146 ] |
| Time                 | 10 album hay nhất năm 2020     | 1        | [ 42 ]  |

## Diễn biến thương mại
Sở hữu thành tích mở màn cao nhất trên Spotify trong năm 2020, Folklore đạt được hơn 80,6 triệu lượt stream trực tuyến toàn cầu trên nền tảng này trong ngày đầu tiên phát hành và được ghi danh Kỷ lục Guinness Thế giới với album có lượt phát trực tuyến ngày đầu lớn nhất của một nghệ sĩ nữ, phá vỡ kỷ lục trước đó của Ariana Grande với Thank U, Next. Đĩa đơn "Cardigan" đứng đầu bảng xếp hạng Spotify toàn cầu với 7,74 triệu lượt nghe – thành tích ngày đầu cao nhất cho một bài hát của nghệ sĩ nữ trong năm 2020. Folklore cũng phá kỷ lục trên Apple Music cho album nhạc pop được phát trực tuyến nhiều nhất trong 24 giờ với 35,5 triệu lượt nghe, và kỷ lục ở thể loại indie/alternative trên Amazon Music.
Republic Records cho biết Folklore đã bán được khoảng 1,3 triệu bản trên toàn thế giới vào ngày đầu tiên ra mắt và hơn 2 triệu bản trong tuần đầu phát hành. Rolling Stone chỉ ra rằng lượt phát trực tuyến của album "trải đều hơn" giữa các bài hát, không giống như những album khác trong năm. Swift là nghệ sĩ nữ được phát trực tiếp nhiều thứ hai của năm 2020 trên nền tảng Spotify, sau Billie Eilish, và là nghệ sĩ được phát trực tuyến nhiều nhất năm trên Amazon Music ở tất cả các thể loại nhạc. Tới cuối năm 2020, Folklore bán được 2 triệu bản thuần trên toàn cầu. Liên đoàn Công nghiệp ghi âm Quốc tế ghi nhận đây là album bán chạy nhất năm của một nữ nghệ sĩ, và Swift là ca sĩ có doanh số bán chạy nhất năm 2020.

### Hoa Kỳ
Lượng stream trực tuyến theo yêu cầu trong ngày đầu tiên cho Folklore đạt 72 triệu lượt ở Mỹ, vượt qua kỷ lục của Thank U, Next (55,9 triệu lượt). Album bán được hơn 500.000 đơn vị – bao gồm 400.000 bản thuần – chỉ trong ba ngày đầu phát hành, trở thành album đầu tiên kể từ Lover (2019) của Taylor Swift cán mốc nửa triệu đơn vị trong một tuần. Folklore ra mắt ở vị trí số một trên bảng xếp hạng Billboard 200 và đứng đầu trong tám tuần liên tục, trở thành album giữ vị trí quán quân lâu nhất năm 2020. Album ra mắt với 846.000 đơn vị, bao gồm 615.000 bản thuần và 289,85 triệu lượt phát trực tuyến theo yêu cầu, trở thành album sở hữu doanh số tuần và lượng stream trực tuyến lớn nhất năm 2020 (vượt qua Legends Never Die của Juice Wrld) và lớn nhất kể từ Lover. Lượng tiêu thụ chỉ trong tuần đầu tiên của Folklore đủ để giúp tác phẩm trở thành album bán chạy nhất năm, vượt qua Map of the Soul: 7 của BTS. Swift trở thành nghệ sĩ nữ đầu tiên có bảy album ra mắt ở vị trí số một trên Billboard 200, đồng thời cùng hạng ba với Janet Jackson cho nghệ sĩ có số album quán quân nhiều thứ ba. Vượt qua Eminem, cô là nghệ sĩ đầu tiên trong lịch sử Nielsen SoundScan có bảy đĩa hát bán được hơn 500.000 bản trong một tuần, và là nữ nghệ sĩ đầu tiên kể từ Barbra Streisand có sáu album đạt nhiều tuần ở vị trí số một. Album cũng đánh dấu lần đầu tiên Swift xuất hiện trên bảng xếp hạng Alternative Albums, và đây cũng là màn ra mắt lớn nhất trong lịch sử của bảng xếp hạng này.

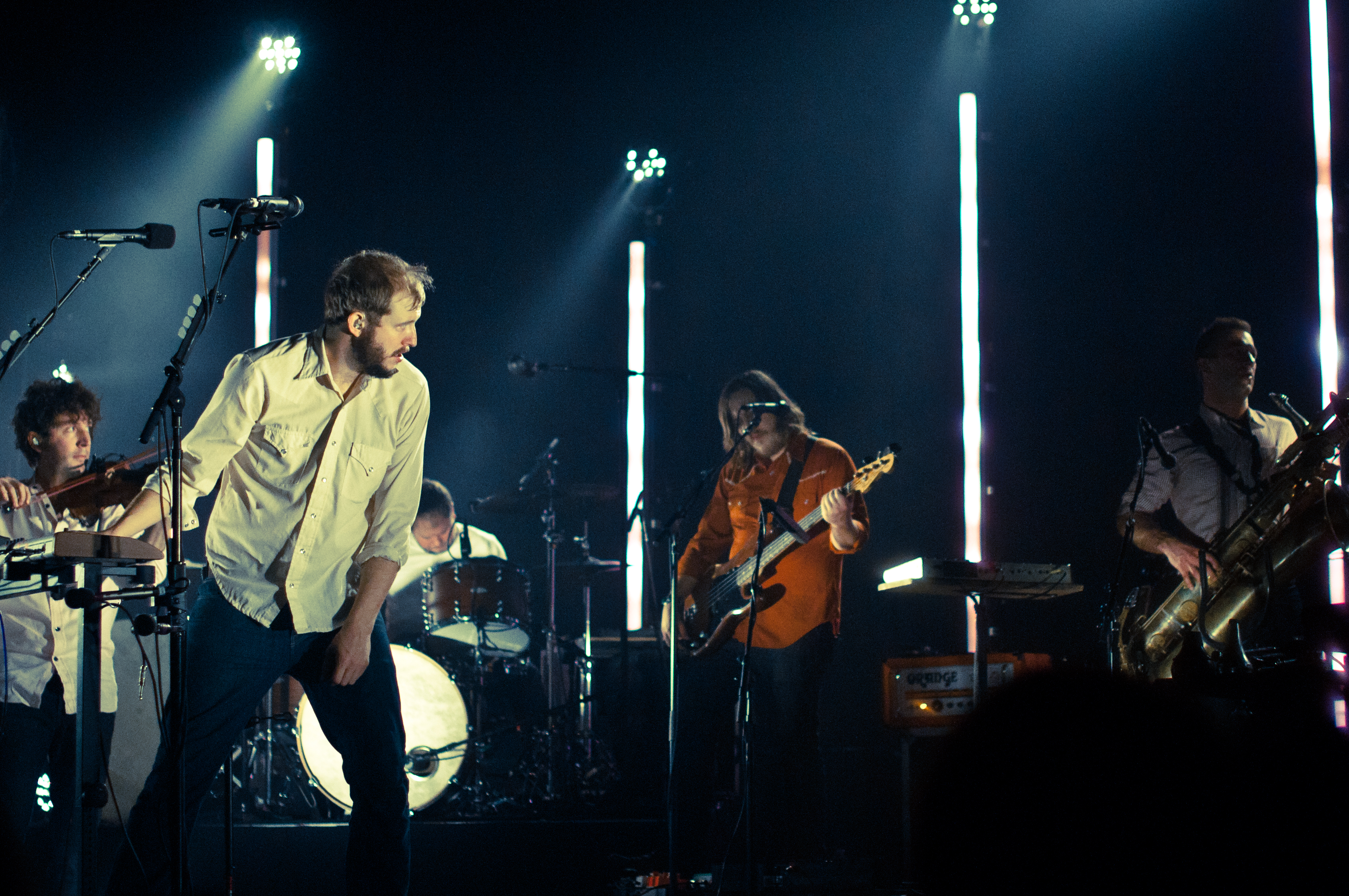
Ban nhạc indie-folk Mỹ Bon Iver hợp tác trong bản nhạc thứ tư "Exile", được giới chuyên môn lựa chọn là điểm nhấn của album. Đây là một trong những bài hát xếp hạng cao nhất của Folklore.

Folklore trở thành album đạt một triệu bản nhanh nhất năm 2020. Đĩa nhạc còn trở thành album quán quân lâu nhất của một nghệ sĩ nữ trên Billboard 200 kể từ Reputation của chính cô, và là đĩa hát đầu tiên đứng đầu Billboard 200 trong bốn tuần đầu kể từ 25 (2015) của Adele; Swift trở thành nghệ sĩ đầu tiên của thế kỷ 21 có sáu album, mỗi album trải qua bốn tuần đứng đầu bảng xếp hạng. Cô cũng trở thành nghệ sĩ hát đơn/nghệ sĩ nữ đầu tiên (sau The Beatles) có năm album từng đứng đầu bảng xếp hạng trong sáu tuần trở lên. Billboard cho rằng sự thống trị lâu dài của album ở vị trí quán quân là nhờ vào thời điểm phát hành, khi những bài hát phù hợp với đại dịch và khả năng kết nối người nghe của Swift. Album đưa Swift vượt qua Whitney Houston để trở thành nữ ca sĩ đứng đầu Billboard 200 nhiều tuần nhất từ trước đến nay (47 tuần). Đến tháng 10 năm 2020, Folklore cán mốc một triệu bản thuần được tiêu thụ tại Hoa Kỳ, trở thành album duy nhất của năm 2020 đạt tới cột mốc này và là dự án thứ chín của Swift làm được điều này. Khi Evermore đứng đầu bảng xếp hạng Billboard 200, Folklore vươn lên vị trí thứ ba với 133.000 đơn vị, giúp Swift trở thành nghệ sĩ nữ đầu tiên từng lọt vào bảng xếp hạng với hai album cùng lúc trong top 3.
Tất cả 16 bài hát trong album đều đạt thứ hạng trên bảng xếp hạng Billboard Hot 100 trong tuần đầu ra mắt, với ba bản hit top 10, năm lọt vào top 20 và mười ở top 40. Đĩa đơn đầu tiên "Cardigan" ra mắt ở vị trí quán quân, trở thành đĩa đơn quán quân thứ sáu của Swift, giúp cô trở thành nghệ sĩ đầu tiên có sản phẩm đứng đầu cả hai bảng xếp hạng Billboard 200 và Billboard Hot 100 trong tuần đầu tiên ra mắt. Cô cũng là nghệ sĩ đầu tiên ra mắt đồng thời hai bài hát trong top 4 và ba bài hát trong top 6, với "The 1" ở vị trí thứ 4 và "Exile" ở vị trí thứ 6, giúp gia tăng tổng số lượng bài hát lọt top 10 của Swift lên con số 28, trong đó có 18 bài hát được lọt top 10 ngay tuần đầu ra mắt. Folklore là album thứ hai liên tiếp của cô với tất cả các bài hát đồng thời lọt vào bảng xếp hạng Hot 100, sau Lover. Swift trở thành nghệ sĩ nữ có số lần ra mắt đồng thời trên bảng xếp hạng Hot 100 nhiều nhất từ trước đến nay (16 lần), phá vỡ kỷ lục trước đó do chính cô thiết lập với Lover, đồng thời vượt qua Nicki Minaj trở thành nghệ sĩ nữ có nhiều bài hát xuất hiện trên bảng xếp hạng Billboard Hot 100 nhất, với tổng số 113. 11 bài hát trong album lọt vào bảng xếp hạng Hot Rock & Alternative Songs, trong đó có 8 bài hát lọt top 10.
Trên bảng xếp hạng Billboard cuối năm 2020, Swift là nữ nghệ sĩ dẫn đầu của năm, đây là lần thứ năm trong sự nghiệp cô đạt được thành tích này. Swift còn là nữ nghệ sĩ duy nhất lọt vào top 10 của danh sách Billboard 200 cuối năm. Swift hoặc Folklore còn giữ vị trí quán quân trên bảng xếp hạng Top Album Sales, Tastemaker Albums, Alternative Albums, Hot Rock & Alternative Songs Artists và Billboard 200 Female Artists. 11 bài hát từ Folklore lọt vào bảng xếp hạng Hot Rock & Alternative Songs cuối năm – đây là con số nhiều nhất với bất kỳ nghệ sĩ hoặc album nào. Swift được xếp hạng là nghệ sĩ nữ được phát trực tuyến nhiều nhất trên Spotify Hoa Kỳ trong năm 2020, và là nghệ sĩ được tiêu thụ nhiều nhất trong năm, với tổng cộng 3,5 triệu đơn vị (bao gồm 1,3 triệu bản được bán ra). Là album bán chạy nhất năm 2020 tại Mỹ, Folklore đạt được 2,3 triệu đơn vị bao gồm 1,27 triệu bản thuần, giúp Swift trở thành nghệ sĩ đầu tiên sở hữu nhiều album bán chạy nhất năm với năm lần, sau Fearless (2009), 1989, Reputation và Lover. Ngoài ra, Folklore cũng là album bán chạy thứ tám của năm 2021, với 304.000 bản được tiêu thụ.

### Quốc tế
Tại Canada, Folklore mở màn ở vị trí đầu bảng trên bảng xếp hạng Billboard Canadian Albums với tư cách là album quán quân thứ bảy liên tiếp của Taylor Swift, và trải qua bốn tuần đứng đầu bảng xếp hạng. Tất cả 16 bài hát của album đều ra mắt đồng thời trên bảng xếp hạng Canadian Hot 100, với "Cardigan", "Exile" và "The 1" lọt vào top 10. Folklore xếp thứ 9 trong danh sách Top Canadian Albums cuối năm 2020; còn Swift là nữ nghệ sĩ duy nhất có hai album lọt vào top 15, với Lover ở vị trí thứ 13.
Tại Vương quốc Anh, Folklore ra mắt ở vị trí quán quân trên bảng xếp hạng UK Albums Chart với 37.000 bản, vượt qua Music To Be Murdered By của Eminem về lượng tiêu thụ nhạc số lớn nhất trong một tuần của năm 2020. Folklore trở thành album quán quân thứ năm liên tiếp của Swift, giúp cô trở thành một trong số năm nghệ sĩ nữ với ít nhất năm đĩa hát dẫn đầu tại quốc gia này – sau Madonna, Kylie Minogue, Barbra Streisand và Celine Dion – và là nghệ sĩ nữ đầu tiên làm được điều này trong thế kỷ 21. Folklore giữ vị trí quán quân trong ba tuần liên tiếp, trở thành album đầu tiên của Swift đứng đầu bảng xếp hạng nhiều hơn một tuần. Trên UK Singles Chart, "Cardigan", "Exile" và "The 1" lần lượt mở màn ở hạng 6, 8 và 10, nâng tổng số bài hát lọt top 10 tại Vương quốc Anh của Swift lên con số 16. Cô cũng là nữ nghệ sĩ đầu tiên trong lịch sử Anh Quốc ra mắt cùng lúc ba bài hát trong top 10. Folklore là album được tải về nhiều nhất ở Vương quốc Anh năm 2020. Sau khi được phát hành bản đĩa than, album cũng dẫn đầu bảng xếp hạng Official Vinyl Albums Chart. Tại Ireland, Folklore đứng vị trí số một trên bảng xếp hạng Irish Albums Chart, thiết lập tuần mở màn lớn nhất năm 2020 tại đây với doanh số vượt trội hoàn toàn so với cả bốn album còn lại trong top 5 cộng lại. Swift trở thành nữ nghệ sĩ hát đơn đầu tiên có năm album đứng đầu ở Ireland trong thế kỷ 21. Folklore đứng đầu trong bốn tuần, trở thành album quán quân lâu nhất của Swift ở quốc gia này. "Exile", "Cardigan" và "The 1" lần lượt xuất hiện ở các vị trí thứ 3, thứ 4 và thứ 7 trên bảng xếp hạng đĩa đơn Irish Singles Chart, nâng tổng số bài hát lọt top 10 trong sự nghiệp của Swift lên con số 15. Folklore là album đạt hạng nhất nhiều tuần nhất năm 2020 và được tải về nhiều nhất năm ở Ireland. Đĩa nhạc cũng đạt vị trí quán quân tại nhiều lãnh thổ châu Âu khác như Bỉ, Công hòa Séc, Đan Mạch, Estonia, Phần Lan, Hy Lạp, Na Uy, và Thụy Sỹ.
Tại Trung Quốc, album bán được hơn 200.000 bản trong sáu giờ đầu ra mắt và khoảng 740.000 bản trong tuần đầu ra mắt, ngay lập tức trở thành album bán chạy nhất và nhanh nhất năm 2020 của một nghệ sĩ phương Tây. Folklore được chứng nhận Kim cương bởi QQ Music, đưa Swift trở thành nghệ sĩ phương Tây đầu tiên có bốn album – cùng với Reputation, 1989 và Lover – đạt được cột mốc này. Đây là album tiếng Anh được phát trực tuyến nhiều nhất trên nền tảng trong năm 2020. Tại Malaysia, Folklore sở hữu chín bài hát top 20 trên bảng xếp hạng RIM Singles, với "Cardigan", "Exile", "The 1", "My Tears Ricochet" và "The Last Great American Dynasty" đều lọt vào top 10. Tại Singapore, 14 bài hát trong album đổ bộ lên bảng xếp hạng RIAS Singles, 11 trong số đó lọt vào top 20 và 5 trong top 10.
Tại Úc, Folklore đứng đầu bảng xếp hạng ARIA Albums Chart; đây là album thứ sáu của Swift làm được điều này, giúp cô sở hữu nhiều đĩa hát quán quân hơn bất kỳ nghệ sĩ nào trong giai đoạn 2010–2020. 16 bài hát của album cùng nhau lọt vào top 50 của bảng xếp hạng ARIA Singles Chart, phá vỡ kỷ lục mọi thời đại về số lần ra mắt nhiều nhất trong một tuần, vốn được nắm giữ trước đó bởi Post Malone và Ed Sheeran. "Cardigan" trở thành đĩa đơn quán quân thứ sáu của Swift tại thị trường này, trong khi "Exile", "The 1", "The Last Great American Dynasty" và "My Tears Ricochet" đều lọt vào top 10, giúp Swift trở thành nghệ sĩ có nhiều bài hát trong top 10 nhất ở Úc năm 2020. Folklore đứng đầu bảng xếp hạng album suốt bốn tuần liên tiếp; đây là album quán quân tại Úc lâu nhất của Swift kể từ 1989, là album duy nhất trong năm 2020 đứng đầu trong hơn hai tuần, đồng thời cũng là album bán chạy nhất năm 2020 của một nghệ sĩ nữ. Tại New Zealand, Folklore ra mắt ở vị trí quán quân trên bảng xếp hạng Official Top 40 Albums và tiếp tục dẫn đầu ở tuần kế tiếp. Ba bài hát "Cardigan", "Exile" và "The 1" đều lọt vào top 10 của bảng xếp hạng Official Top 40 Singles, bên cạnh "The Last Great American Dynasty" đứng thứ 13. Trong danh sách album cuối năm 2020 của RMNZ, Folklore xuất hiện ở vị trí thứ 7.

## Giải thưởng và đề cử
Folklore và các bài hát từ album đã nhận được năm đề cử tại Giải Grammy lần thứ 63, và album giành chiến thắng giải Album của năm. Thành tích này giúp Taylor Swift trở thành nghệ sĩ nữ đầu tiên trong lịch sử có ba lần chiến thắng ở hạng mục này và là nghệ sĩ thứ tư nếu tính tổng thể. Album cũng là ứng viên cho hạng mục Album giọng pop xuất sắc nhất, trong khi "Cardigan" được đề cử cho Trình diễn đơn ca pop xuất sắc nhất và Bài hát của năm, đưa Swift trở thành nữ nghệ sĩ được đề cử nhiều nhất ở hạng mục Bài hát của năm với năm lần. "Exile" cũng tranh giải Trình diễn song tấu hoặc nhóm nhạc pop xuất sắc nhất. Tại Giải thưởng Âm nhạc Mỹ năm 2020, Swift nhận được bốn đề cử: Nghệ sĩ của năm, Nữ nghệ sĩ Pop/Rock được yêu thích nhất, Video ca nhạc được yêu thích nhất cho "Cardigan" và Album Pop/Rock được yêu thích nhất cho Folklore, và được xướng tên ở ba hạng mục đầu, tạo kỷ lục nghệ sĩ đạt nhiều chiến thắng nhất trong lịch sử lễ trao giải với tổng cộng 32 giải thưởng. Đây cũng là năm thứ ba liên tiếp Swift được trao giải Nghệ sĩ của năm, và cũng là năm thứ sáu cô đạt giải này, giúp Swift trở thành là nghệ sĩ đầu tiên và duy nhất làm được điều này.
| Năm  | Tổ chức                                 | Giải thưởng                                                             | Kết quả   | Ng.     |
| ---- | --------------------------------------- | ----------------------------------------------------------------------- | --------- | ------- |
| 2020 | Giải thưởng Âm nhạc Mỹ                  | Album Pop/Rock được yêu thích nhất                                      | Đề cử     | [ 242 ] |
| 2020 | Giải Apple Music                        | Người viết bài hát của năm (Folklore)                                   | Đoạt giải | [ 245 ] |
| 2020 | Giải thưởng Âm nhạc ARIA                | Nghệ sĩ quốc tế xuất sắc nhất (Folklore)                                | Đề cử     | [ 246 ] |
| 2020 | Giải thưởng Âm nhạc Đan Mạch            | Album quốc tế của năm                                                   | Đoạt giải | [ 247 ] |
| 2020 | Giải E! People's Choice                 | Album của 2020                                                          | Đề cử     | [ 248 ] |
| 2020 | Sách Kỷ lục Guinness                    | Album có lượng stream trong một ngày lớn nhất trên Spotify (nghệ sĩ nữ) | Đoạt giải | [ 169 ] |
| 2020 | Giải thưởng Âm nhạc Thường niên NetEase | Top album phương Tây                                                    | Đoạt giải | [ 249 ] |
| 2020 | Giải thưởng Âm nhạc Thường niên NetEase | Top album nhạc dân ca                                                   | Đoạt giải | [ 249 ] |
| 2021 | Giải thưởng Âm nhạc Billboard           | Top album Billboard 200                                                 | Đề cử     | [ 250 ] |
| 2021 | Giải Gaffa                              | Album quốc tế của năm                                                   | Đề cử     | [ 251 ] |
| 2021 | Giải Grammy                             | Album của năm                                                           | Đoạt giải | [ 252 ] |
| 2021 | Giải Grammy                             | Album giọng pop xuất sắc nhất                                           | Đề cử     | [ 252 ] |
| 2021 | Japan Gold Disc Awards                  | 3 album phương Tây xuất sắc nhất                                        | Đoạt giải | [ 253 ] |
| 2021 | Giải Juno                               | Album quốc tế của năm                                                   | Đề cử     | [ 254 ] |
| 2021 | Giải thưởng Âm nhạc iHeartRadio         | Album pop xuất sắc nhất                                                 | Đoạt giải | [ 255 ] |
| 2022 | Giải TEC                                | Thành tựu sáng tạo đột phá – Bản thu sản xuất/album                     | Đề cử     | [ 256 ] |

## Di sản

### Ảnh hưởng xã hội
Việc Taylor Swift phát hành Folklore đã làm bùng nổ sự quan tâm rộng rãi và đột biến đối với thuật ngữ "folklore" trên internet. Để đáp lại sự phổ biến đại chúng này, Hiệp hội Văn hóa Dân gian Hoa Kỳ thành lập trang web "What is Folklore?" và tiến hành một chiến dịch trực tuyến để giáo dục người dân về những nghiên cứu văn hóa dân gian. Các nhà nghiên cứu văn hóa dân gian được tuyển dụng để quảng bá lĩnh vực học thuật đến công chúng thông qua mạng xã hội. Lưu lượng truy cập của trang Metacritic đã tăng vọt lên khoảng nửa triệu lượt khi Folklore phát hành. Nhà sáng lập nhận định, "Không gì có thể giống được như Taylor Swift" khi những album của cô đem lại "lượng truy cập và sự tham gia của người dùng vô cùng lớn" trên trang web này bất cứ khi nào một album được phát hành.
Ngay khi phát hành, Folklore đã được nhận định là một dự án được thực hiện trong thời gian phong tỏa và gây được tiếng vang dưới danh nghĩa một album cách ly nguyên mẫu. The Guardian cho rằng Folklore là một quãng nghỉ sau những sự kiện hỗn loạn, chuyển đổi những cảm xúc tiêu cực thành một thứ gì đó đẹp đẽ hơn. The Daily Telegraph gọi đĩa hát là "một chiến thắng đầy tinh tế và cảm thông giữa phong tỏa". NME viết rằng tác phẩm sẽ được nhớ tới như một "album phong tỏa đầy tinh túy" và "có cảm giác như một bản nhạc đệm hoàn hảo cho nỗi cô đơn kỳ lạ" vào năm 2020. Cảm nhận những điều tương tự, Insider nhận định rằng Folklore sẽ được biết đến như "một kiệt tác thực sự của thời kỳ phong tỏa". Rolling Stone dự đoán rằng Folklore có thể đi vào lịch sử với tư cách là "album cách ly đúng nghĩa" vì mang lại sự thoải mái và thanh lọc "ngay lúc chúng ta cần nó nhất". Trang Billboard nhận định Folklore sẽ được trân trọng như một trong những bản thu âm có ảnh hưởng nhất của Swift. Uproxx nhìn nhận Folklore đã thay đổi sắc thái của ngành công nghiệp âm nhạc trong năm 2020, đồng thời đề cập thêm rằng tác động của Folklore đối với bối cảnh văn hóa trong năm 2020 là "không thể nào đếm được".
Trong danh sách vinh danh các tác phẩm sáng tạo đã định hình giai đoạn cách ly, trang Vulture gọi Folklore là "Sản phẩm âm nhạc phá cách nhất" năm 2020 khi đặc tả thành công những khía cạnh của nỗi cô đơn. Vogue cũng gọi tên album là một trong số những khoảnh khắc đẹp nhất của văn hóa phong tỏa. The Week gọi Folklore là "tác phẩm nghệ thuật xuất sắc trong đại dịch" khi tác phẩm đã đặt ra "thang tiêu chuẩn cao" cho các dự án về đại dịch sau này. Đồng ý với quan điểm trên, Financial Times gọi đây là "album phong tỏa đỉnh cao đầu tiên", còn tờ Hot Press cũng vinh danh đĩa hát là "album tuyệt vời đầu tiên của kỷ nguyên phong tỏa". Đánh giá dựa trên thành công chuyên môn và thương mại, nhà phê bình Tom Hull kết luận rằng Swift "nắm bắt được tinh thần của thời điểm này" với "những bài hát dài, êm dịu, phức tạp" của Folklore. Billboard gọi Folklore và Evermore là ví dụ điển hình về những album đậm tính đổi mới khi các nghệ sĩ buộc phải thay đổi quy trình sáng tạo của mình giữa thời điểm đại dịch, đồng thời nêu bật lên cách tiếp cận độc đáo của Swift trong việc tạo ra Folklore, và trong danh sách "25 khoảnh khắc âm nhạc đã định nghĩa quý đầu tiên của năm 2020", trang web này đã ví album như một "cú hích thương mại". Năm 2023, The New York Times vinh danh Folklore là một trong "17 khoảnh khắc văn hóa đại chúng đã định nghĩa kỷ nguyên COVID".
Các giác như thế giới của tôi đã được mở ra theo một cách đầy sáng tạo. Có thời điểm mà tôi nhận ra tôi là một người viết lời nhạc chỉ viết những bài hát mang tính chất nhật ký, và tôi cảm thấy điều đó không bền vững cho tương lai của mình. Vì vậy, những gì tôi cảm thấy sau khi chúng tôi phát hành Folklore là "ồ, mọi người cũng thích điều này, điều này thực sự tốt cho cuộc sống của tôi và thực sự tốt cho khả năng sáng tạo của tôi".— Swift nói về cách Folklore sẽ thay đổi quá trình sáng tạo của cô trong tương lai, Apple Music 1

Việc sáng tạo cũng như sự đón nhận nồng nhiệt đối với Folklore đã khuyến khích Swift phát hành Evermore. Bản thân Swift cũng thừa nhận Folklore đã mở ra một tư duy sáng tác mới mẻ hơn, từ đó ảnh hưởng đến các bản phát hành sau này của nữ ca sĩ. Folklore là album nổi tiếng nhất năm 2020 trên Genius và Swift cũng là nghệ sĩ được tìm kiếm lời bài hát nhiều nhất năm 2020 trên nền tảng này. Cô còn là nghệ sĩ hát đơn được trả thù lao cao nhất thế giới năm 2020, và nghệ sĩ được trả thù lao cao nhất ở Hoa Kỳ. Năm 2023, Swift bắt tay vào thực hiện chuyến lưu diễn The Eras Tour với tổng cộng mười màn diễn, trong đó màn diễn thứ bảy dành cho các bài hát trong album Folklore.

### Ảnh hưởng tới người trong ngành
Tháng 1 năm 2021, Hayley Williams của nhóm nhạc Paramore phát hành album phòng thu thứ hai mang tên Flowers for Vases / Descansos, tác phẩm được Williams mô tả là phiên bản Folklore của riêng mình. Phoebe Bridgers cũng dự định rằng đĩa hát tiếp theo của cô có thể được lấy cảm hứng từ Folklore. Nhiều nhà phê bình ghi nhận ảnh hưởng của Folklore trong album đầu tay Sour (2021) cũng như đĩa đơn "Drivers License" của Olivia Rodrigo. Ca sĩ kiêm sáng tác nhạc người Tây Ban Nha Zahara phát hành một bài hát có tựa đề "Taylor" để tri ân Swift và ghi nhận Folklore là nguồn cảm hứng khuyến khích cô sáng tác lại sau nhiều tháng cách ly. Ca sĩ người Croatia Mia Dimšić lấy Folklore làm nguồn cảm hứng cho "Guilty Pleasure", bài hát đại diện cho Croatia tại Eurovision Song Contest 2022. Christina Perri và Sabrina Carpenter cũng thừa nhận Folklore khuyến khích họ trung thực hơn với cảm xúc của bản thân khi sáng tác nhạc mà không phải lo lắng về những kỳ vọng bên ngoài. Ca sĩ người Anh gốc Nhật Rina Sawayama nhận định chất thơ và sự vô thực của Folklore chính là nguồn cảm hứng cho album phòng thu thứ hai Hold the Girl (2022). Nhà biên kịch Abby McDonald thì lấy bài hát "Illicit Affairs" làm nguồn cảm hứng cho tập "Định mệnh không tưởng" của mùa thứ 2 loạt phim Bridgerton. Ca sĩ kiêm nhạc sĩ và diễn viên người Mỹ Maya Hawke cũng lấy cảm hứng từ các sáng tác trong Folklore để thực hiện album phòng thu thứ hai – Moss (2022). Sau Folklore, nhiều nghệ sĩ như Hawke, Gracie Abrams, Ed Sheeran, King Princess và Girl in Red đã chọn cộng tác với Dessner và thu âm các bài hát tại phòng thu Long Pond Studio.

## Danh sách bài hát
Thành phần thực hiện được trích từ phần ghi chú của album và Tidal. Tất cả tựa đề bài hát đều được viết cách điệu bằng chữ in thường.
| Folklore – Bản tiêu chuẩn | Folklore – Bản tiêu chuẩn         | Folklore – Bản tiêu chuẩn          | Folklore – Bản tiêu chuẩn    | Folklore – Bản tiêu chuẩn |
| STT                       | Nhan đề                           | Sáng tác                           | Sản xuất                     | Thời lượng                |
| ------------------------- | --------------------------------- | ---------------------------------- | ---------------------------- | ------------------------- |
| 1.                        | "The 1"                           | Taylor Swift Aaron Dessner         | Dessner                      | 3:30                      |
| 2.                        | "Cardigan"                        | Swift Dessner                      | Dessner                      | 3:59                      |
| 3.                        | "The Last Great American Dynasty" | Swift Dessner                      | Dessner                      | 3:51                      |
| 4.                        | "Exile" (hợp tác với Bon Iver)    | Swift William Bowery Justin Vernon | Dessner Joe Alwyn            | 4:45                      |
| 5.                        | "My Tears Ricochet"               | Swift                              | Swift Jack Antonoff Alwyn    | 4:15                      |
| 6.                        | "Mirrorball"                      | Swift Antonoff                     | Swift Antonoff               | 3:29                      |
| 7.                        | "Seven"                           | Swift Dessner                      | Dessner                      | 3:28                      |
| 8.                        | "August"                          | Swift Antonoff                     | Swift Antonoff Alwyn         | 4:21                      |
| 9.                        | "This Is Me Trying"               | Swift Antonoff                     | Swift Antonoff Alwyn         | 3:15                      |
| 10.                       | "Illicit Affairs"                 | Swift Antonoff                     | Swift Antonoff Alwyn         | 3:10                      |
| 11.                       | "Invisible String"                | Swift Dessner                      | Dessner                      | 4:12                      |
| 12.                       | "Mad Woman"                       | Swift Dessner                      | Dessner                      | 3:57                      |
| 13.                       | "Epiphany"                        | Swift Dessner                      | Dessner                      | 4:49                      |
| 14.                       | "Betty"                           | Swift Bowery                       | Swift Dessner Antonoff Alwyn | 4:54                      |
| 15.                       | "Peace"                           | Swift Dessner                      | Dessner                      | 3:54                      |
| 16.                       | "Hoax"                            | Swift Dessner                      | Dessner                      | 3:40                      |
| Tổng thời lượng:          | Tổng thời lượng:                  | Tổng thời lượng:                   | Tổng thời lượng:             | 63:29                     |

| Folklore – Bản Deluxe Edition | Folklore – Bản Deluxe Edition | Folklore – Bản Deluxe Edition | Folklore – Bản Deluxe Edition | Folklore – Bản Deluxe Edition |
| STT                           | Nhan đề                       | Sáng tác                      | Sản xuất                      | Thời lượng                    |
| ----------------------------- | ----------------------------- | ----------------------------- | ----------------------------- | ----------------------------- |
| 17.                           | "The Lakes"                   | Swift Antonoff                | Swift Antonoff                | 3:32                          |
| Tổng thời lượng:              | Tổng thời lượng:              | Tổng thời lượng:              | Tổng thời lượng:              | 67:01                         |

| Folklore – Bản Special Edition giới hạn tại Nhật Bản (kèm DVD) | Folklore – Bản Special Edition giới hạn tại Nhật Bản (kèm DVD) | Folklore – Bản Special Edition giới hạn tại Nhật Bản (kèm DVD) | Folklore – Bản Special Edition giới hạn tại Nhật Bản (kèm DVD) |
| STT                                                            | Nhan đề                                                        | Đạo diễn                                                       | Thời lượng                                                     |
| -------------------------------------------------------------- | -------------------------------------------------------------- | -------------------------------------------------------------- | -------------------------------------------------------------- |
| 1.                                                             | "Cardigan" (Music Video)                                       | Taylor Swift                                                   | 4:35                                                           |
| 2.                                                             | "The 1" (Lyrics Video)                                         |                                                                | 3:32                                                           |
| 3.                                                             | "Cardigan" (Lyrics Video)                                      |                                                                | 4:01                                                           |
| 4.                                                             | "The Last Great American Dynasty" (Lyrics Video)               |                                                                | 3:52                                                           |
| 5.                                                             | "Exile (hợp tác với Bon Iver)" (Lyrics Video)                  |                                                                | 4:47                                                           |
| 6.                                                             | "My Tears Ricochet" (Lyrics Video)                             |                                                                | 4:17                                                           |
| 7.                                                             | "Mirrorball" (Lyrics Video)                                    |                                                                | 3:30                                                           |
| 8.                                                             | "Seven" (Lyrics Video)                                         |                                                                | 3:30                                                           |
| 9.                                                             | "August" (Lyrics Video)                                        |                                                                | 4:24                                                           |
| 10.                                                            | "This Is Me Trying" (Lyrics Video)                             |                                                                | 3:16                                                           |
| 11.                                                            | "Illicit Affairs" (Lyrics Video)                               |                                                                | 3:12                                                           |
| 12.                                                            | "Invisible String" (Lyrics Video)                              |                                                                | 4:14                                                           |
| 13.                                                            | "Mad Woman" (Lyrics Video)                                     |                                                                | 3:59                                                           |
| 14.                                                            | "Epiphany" (Lyrics Video)                                      |                                                                | 4:51                                                           |
| 15.                                                            | "Betty" (Lyrics Video)                                         |                                                                | 4:56                                                           |
| 16.                                                            | "Peace" (Lyrics Video)                                         |                                                                | 3:55                                                           |
| 17.                                                            | "Hoax" (Lyrics Video)                                          |                                                                | 3:42                                                           |
| Tổng thời lượng:                                               | Tổng thời lượng:                                               | Tổng thời lượng:                                               | 68:33                                                          |

## Đội ngũ thực hiện
Danh sách đội ngũ thực hiện được lấy từ Pitchfork, Tidal và phần ghi chú của album.

### Âm nhạc
- Taylor Swift – hát chính
- Aaron Dessner – piano (1–4, 7, 11–16), guitar acoustic (1, 7, 11, 12, 16), guitar điện (1–4, 11–14, 16), lập trình trống (1–4, 7, 11, 12), Mellotron (1, 2, 11, 13, 15), OP-1 (1, 4, 16), synth bass (1, 16), bộ gõ (2–4, 7, 11, 12, 14), bass (2, 3, 7, 11, 12, 14, 15), synthesizer (2–4, 7, 11–13, 15), guitar trượt (3), đàn phím (3), guitar dây cao (14), thu âm ngoại cảnh (15), drone (15)
- Bryce Dessner – phối khí dàn nhạc (1–4, 7, 11–13)
- Thomas Bartlett – synthesizer (1), OP-1 (1)[j]
- Jason Treuting – bộ gõ (1)[j]
- Yuki Numata Resnick – vĩ cầm trầm (1, 2, 7, 11, 12), vĩ cầm (1, 2, 7, 11, 12)
- Benjamin Lanz – synthesizer nhiều module (2)
- Dave Nelson – kèn trombone (2, 13)[j]
- James McAlister – lập trình trống (2, 11), lập trình beat (12), synthesizer (12), bộ gõ bằng tay (12), trống (12)[j]
- Clarice Jensen – trung hồ cầm (2, 7, 11–13)[j]
- Rob Moose – phối khí dàn nhạc (3, 16), vĩ cầm (3, 4, 16), vĩ cầm trầm (3, 4, 16)[j]
- JT Bates – trống (3, 7, 13)[j]
- Justin Vernon – hát chính (4), pulse (15)[j]
- Jack Antonoff – biểu diễn trống trực tiếp (5, 6, 8–10, 14), bộ gõ (5, 6, 8–10, 14), lập trình (5, 6, 8–10), guitar điện (5, 6, 8–10, 14), đàn phím (5, 6, 8–10), piano (5), bass (5, 8–10, 14), hát đệm (5, 6, 9, 10), guitar acoustic (6, 8, 14), B3 (6, 14), organ (9), Mellotron (14)
- Evan Smith – saxophone (5, 8–10, 14), đàn phím (5, 8–10), lập trình (5), sáo (8), guitar điện (8, 10), phong cầm (10), hát đệm (10), kèn clarinet (14)
- Bobby Hawk – bộ dây (5, 8, 9)
- Bryan Devendorf – lập trình trống (7)[j]
- Jonathan Low – synth bass (8)[j]
- Mikey Freedom Hart – guitar thép có bàn đạp (10, 14), Mellotron (14), Wurlitzer (14), harpsichord (14), vibraphone (14), guitar điện (14)
- Kyle Resnick – trumpet (13)[j]
- Josh Kaufman – harmonica (14), guitar điện (14), guitar lap steel (14)[j]

Thu âm nhạc cụ bổ sung
- Kyle Resnick – vĩ cầm trầm (1, 2, 7, 11–13), vĩ cầm (1, 2, 7, 11–13)
- Bella Blasko – synthesizer nhiều module (2)
- Lorenzo Wolff – bộ dây (5, 9)
- Mike Williams – bộ dây (8)
- Jon Gautier – bộ dây (8)
- Benjamin Lanz – kèn trombone (13)

### Kỹ thuật
- Jonathan Low – thu âm (1–4, 7, 11–16), phối khí (1–4, 7, 8, 11, 15, 16)
- Aaron Dessner – thu âm (1–4, 7, 11–16), thu âm bổ sung (2, 11)
- Laura Sisk – thu âm (5, 6, 8–10, 14), thu âm giọng hát (1–3; của Swift trong bài 4; 13, 15, 16)
- Jack Antonoff – sản xuất (5, 6, 8–10, 14)
- Bella Blasko – sản xuất bổ sung (2)
- Justin Vernon – sản xuất giọng hát (cho Bon Iver trong bài 4)
- John Rooney – trợ lý kỹ sư (5, 9, 14)
- Jon Sher – trợ lý kỹ sư (5, 9)
- Serban Ghenea – phối khí (5, 6, 9, 10, 12–14)
- John Hanes – kỹ sư phối khí (5, 6, 9, 10, 12–14)
- Randy Merrill – master (tất cả bài hát)

### Thiết kế
- Taylor Swift – tạo mẫu trang phục, làm tóc và trang điểm, sáng tạo bao bì và chỉ đạo nghệ thuật
- Beth Garrabrant – nhiếp ảnh gia
- 13 Management – thiết kế bao bì, hỗ trợ và điều phối dự án
- Republic Records – hỗ trợ và điều phối dự án

## Xếp hạng
| Bảng xếp hạng (2020–2022)                    | Thứ hạng cao nhất |
| -------------------------------------------- | ----------------- |
| Argentine Albums (CAPIF)                     | 1                 |
| Album Úc (ARIA)                              | 1                 |
| Album Áo (Ö3 Austria)                        | 2                 |
| Album Bỉ (Ultratop Vlaanderen)               | 1                 |
| Album Bỉ (Ultratop Wallonie)                 | 3                 |
| Album Canada (Billboard)                     | 1                 |
| Croatian International Albums (HDU)          | 2                 |
| Czech Albums (ČNS IFPI)                      | 1                 |
| Album Đan Mạch (Hitlisten)                   | 1                 |
| Album Hà Lan (Album Top 100)                 | 2                 |
| Estonian Albums (Eesti Ekspress)             | 1                 |
| Album Phần Lan (Suomen virallinen lista)     | 1                 |
| Album Pháp (SNEP)                            | 12                |
| Album Đức (Offizielle Top 100)               | 5                 |
| Greek Albums (IFPI)                          | 1                 |
| Album Hungaria (MAHASZ)                      | 7                 |
| Icelandic Albums (Tónlist)                   | 8                 |
| Album Ireland (OCC)                          | 1                 |
| Album Ý (FIMI)                               | 8                 |
| Japan Hot Albums (Billboard Japan)           | 8                 |
| Album Nhật Bản (Oricon)                      | 10                |
| Lithuanian Albums (AGATA)                    | 2                 |
| Album New Zealand (RMNZ)                     | 1                 |
| Album Na Uy (VG-lista)                       | 1                 |
| Album Ba Lan (ZPAV)                          | 8                 |
| Album Bồ Đào Nha (AFP)                       | 2                 |
| Album Scotland (OCC)                         | 2                 |
| Slovak Albums (ČNS IFPI)                     | 4                 |
| South Korean Albums (Gaon)                   | 27                |
| Album Tây Ban Nha (PROMUSICAE)               | 2                 |
| Album Thụy Điển (Sverigetopplistan)          | 3                 |
| Album Thụy Sĩ (Schweizer Hitparade)          | 1                 |
| Swiss Albums (Romandie)                      | 1                 |
| Album Anh Quốc (OCC)                         | 1                 |
| Album Anh Quốc Americana (OCC)               | 1                 |
| Uruguayan Albums (CUD)                       | 1                 |
| Album Hoa Kỳ Billboard 200                   | 1                 |
| Album Hoa Kỳ Top Alternative (Billboard)     | 1                 |
| US Top Rock & Alternative Albums (Billboard) | 2                 |

| Bảng xếp hạng (2020)               | Thứ hạng |
| ---------------------------------- | -------- |
| Australian Albums (ARIA)           | 2        |
| Austrian Albums (Ö3 Austria)       | 66       |
| Belgian Albums (Ultratop Flanders) | 30       |
| Canadian Albums (Billboard)        | 9        |
| Croatian Albums (Foreign Top 40)   | 34       |
| Danish Albums (Hitlisten)          | 36       |
| Dutch Albums (Album Top 100)       | 46       |
| German Albums (Offizielle Top 100) | 89       |
| Irish Albums (IRMA)                | 7        |
| New Zealand Albums (RMNZ)          | 7        |
| Norwegian Albums (VG-lista)        | 27       |
| Portuguese Albums (AFP)            | 53       |
| Spanish Albums (PROMUSICAE)        | 52       |
| Swiss Albums (Schweizer Hitparade) | 70       |
| UK Albums (OCC)                    | 12       |
| US Billboard 200                   | 5        |
| US Top Alternative Albums          | 1        |

| Bảng xếp hạng (2021)                  | Thứ hạng |
| ------------------------------------- | -------- |
| Australian Albums (ARIA)              | 20       |
| Belgian Albums (Ultratop Flanders)    | 49       |
| Canadian Albums (Billboard)           | 14       |
| Danish Albums (Hitlisten)             | 56       |
| Dutch Albums (Album Top 100)          | 100      |
| Irish Albums (IRMA)                   | 18       |
| New Zealand Albums (RMNZ)             | 27       |
| Portuguese Albums (AFP)               | 80       |
| Spanish Albums (PROMUSICAE)           | 70       |
| UK Albums (OCC)                       | 38       |
| US Billboard 200                      | 12       |
| US Top Alternative Albums (Billboard) | 2        |

| Bảng xếp hạng (2022)                  | Thứ hạng |
| ------------------------------------- | -------- |
| Australian Albums (ARIA)              | 25       |
| Belgian Albums (Ultratop Flanders)    | 49       |
| Canadian Albums (Billboard)           | 30       |
| Danish Albums (Hitlisten)             | 93       |
| Dutch Albums (Album Top 100)          | 100      |
| New Zealand Albums (RMNZ)             | 30       |
| Portuguese Albums (AFP)               | 85       |
| Spanish Albums (PROMUSICAE)           | 69       |
| UK Albums (OCC)                       | 30       |
| US Billboard 200                      | 41       |
| US Top Alternative Albums (Billboard) | 2        |

## Chứng nhận
| Quốc gia                                                                                             | Chứng nhận  | Số đơn vị/doanh số chứng nhận |
| --- | ----------- | ----------------------------- |
| Úc (ARIA)                                                                                            | Bạch kim    | 70.000‡                       |
| Áo (IFPI Áo)                                                                                         | Vàng        | 7.500‡                        |
| Bỉ (BEA)                                                                                             | Vàng        | 10.000‡                       |
| Đan Mạch (IFPI Đan Mạch)                                                                             | Bạch kim    | 20.000‡                       |
| Ý (FIMI)                                                                                             | Vàng        | 25.000‡                       |
| New Zealand (RMNZ)                                                                                   | 3× Bạch kim | 45.000‡                       |
| Na Uy (IFPI)                                                                                         | Bạch kim    | 20.000*                       |
| Ba Lan (ZPAV)                                                                                        | Bạch kim    | 20.000‡                       |
| Tây Ban Nha (PROMUSICAE)                                                                             | Vàng        | 20.000‡                       |
| Anh Quốc (BPI)                                                                                       | Bạch kim    | 300.000‡                      |
| Hoa Kỳ (RIAA)                                                                                        | 2× Bạch kim | 2.000.000‡                    |
| * Chứng nhận dựa theo doanh số tiêu thụ. ‡ Chứng nhận dựa theo doanh số tiêu thụ và phát trực tuyến. |             |                               |

## Lịch sử phát hành
| Khu vực        | Ngày phát hành      | Định dạng            | Phiên bản           | Nhãn hiệu             | Ng.     |
| -------------- | ------------------- | -------------------- | ------------------- | --------------------- | ------- |
| Nhiều quốc gia | 24 tháng 7 năm 2020 | Nhạc số streaming    | Bản tiêu chuẩn      | Republic Records      | [ 375 ] |
| Vương quốc Anh | 4 tháng 8 năm 2020  | CD                   | Bản Deluxe Edition  | EMI Records           | [ 376 ] |
| Nhiều quốc gia | 7 tháng 8 năm 2020  | CD cassette đĩa than | Bản Deluxe Edition  | Republic Records      | [ 116 ] |
| Nhật Bản       | 7 tháng 8 năm 2020  | CD                   | Bản Deluxe Edition  | Universal Music Group | [ 377 ] |
| Nhật Bản       | 7 tháng 8 năm 2020  | CD DVD               | Bản Special Edition | Universal Music Group | [ 297 ] |